# Història de l'Argentina entre 1983 i 2003

Divisió geogràfica de la República Argentina

La Història de l'Argentina entre 1983 i 2003 va estar marcada per la recuperació de la democràcia l'any en què s'inicia el període, l'enjudiciament els culpables de violacions als drets humans durant la dictadura anterior (un tret que distingeix la democràcia argentina de les altres democràcies recuperades a Sud-amèrica), la crisi del deute extern, l'inici de la globalització, les reformes neoliberals i la severa recessió econòmica iniciada el 1998 que va acabar amb la crisi generalitzada de 2001/2002, durant la qual van ser assassinats desenes d'opositors, incloent la Massacre de Plaça de Mayo del 20 de desembre de 2001 i la Masacre d'Avellaneda del 26 de juny del 2002. El període abasta la primera vegada en la història argentina de dues dècades continuades sota règim democràtic i la primera vegada en què presidents democràtics lliuren el poder a successors d'un altre partit polític elegits democràticament.

## Antecedents
Argentina havia sancionat la llei de vot secret, obligatòria i universal per a homes el 1912. Aquesta llei mai va poder aplicar-se amb continuïtat a causa que grups civils i militars van conspirar per interrompre els processos democràtics mitjançant cops d'estat, governs fraudulents o eleccions amb proscripció dels partits polítics populars.
L'última dictadura va usurpar el poder el 24 de març de 1976 i es va autoanomenar «Procés de Reorganització Nacional». El Procés va implementar una política de terrorisme d'Estat que va causar que desenes de milers de persones foren detingudes, torturades, assassinades, desaparegudes o privades de la seva identitat en el cas dels nens. Durant set anys, la dictadura va portar endavant una política econòmica que va deteriorar severament les condicions de vida de la població, extremant la desigualtat entre rics i pobres i augmentant el deute extern un 600% (de 7.700 milions a 45.000 milions). Finalment, el règim cívic-militar va desencadenar el 1982 la Guerra de les Malvines, en la qual Argentina va ser derrotada per la Gran Bretanya i els seus aliats. La derrota a la guerra va portar al col·lapse del règim que va haver de convocar eleccions lliures i lliurar el poder sense condicions.
El 10 de desembre de 1983, van assumir els representants elegits democràticament per ocupar el Poder Executiu i el Poder Legislatiu. Aquest dia va començar per primera vegada en la història argentina, un període democràtic de llarga durada que continua fins a l'actualitat.

## La recuperació de la democràcia
Tot i les condicions d'extrema repressió, diverses organitzacions polítiques, sindicals, de drets humans i estudiantils van reclamar la fi de la dictadura. La consigna «s'acabarà la dictadura militar» va ser una de les més cantades en les manifestacions contra el règim.
El 14 de juliol de 1981, cinc partits polítics (Partido Justicialista, Unión Cívica Radical, Partido Intransigente, Partit Demòcrata Cristià i Movimiento de Integración y Desarrollo) van formar la «Multipartidaria», que va emetre un comunicat de premsa en el qual realitzava una «convocatòria nacional» a tots els sectors polítics, socials, religiosos, econòmics i culturals, i finalitzava amb aquesta declaració:
| « | D'aquesta manera donem per iniciada l'etapa de transició cap a la democràcia, objectiu que constitueix la nostra decisió intransferible i irrevocable. Ho fem amb el lema de l'Episcopat Argentí: la reconciliació nacional. | » |

Els conceptes de «transició a la democràcia» i després «consolidació de la democràcia» resultarien de gran importància política en els següents anys. Cal tenir en compte que en aquest moment tots els països del Con Sud i de gran part d'Amèrica Llatina estaven sota violentes dictadures recolzades i coordinades per Estats Units d'Amèrica mitjançant l'Operació Còndor. Anys després, els països americans signaran una sèrie de compromisos per a ignorar als governs que no arribin al poder per mitjans democràtics: Protocol d'Ushuaia o Clàusula Democràtica del Mercosur més Bolívia i Xile (1998), Carta Democràtica Interamericana (2001), Protocol sobre Compromís amb la Democràcia de la Unasur (2010), i la Declaració especial sobre la Defensa de la Democràcia i l'ordre Constitucional de la CELAC (2011).
Línia de temps de les dictadures a Sud-amèrica

## L'Alfonsinisme (1983-1989)
El 30 d'octubre de 1983 va ser la data establerta per a celebrar les eleccions. La campanya s'havia llançat l'any anterior, poc després de la derrota a la Guerra de les Malvines. Com venia succeint des de 1946, la majoria de la població dividia les seves simpaties entre «peronistes» i «radicals». Els dos partits sumarien el 92% dels vots. El Partit Justicialista va acordar per consens presentar la candidatura presidencial d'Ítalo Luder, acompanyat per Deolindo Bittel. A la Unió Cívica Radical es van produir unes eleccions internes entre tres candidats: d'una banda Fernando de la Rúa expressava als sectors que en les últimes dècades havien conduït el partit, agrupats sota la denominació genèrica de «balbinisme»; d'altra banda, el corrent intern Renovació i Canvi i l'organització juvenil Junta Coordinadora Nacional, amb una definició política enquadrada en la socialdemocràcia va presentar la candidatura de Raúl Alfonsín; a aquests dos candidats principals es va sumar també Luis Agustín León, amb menys possibilitats. Després de diverses eleccions internes provincials en què Alfonsín va predominar, De la Rúa i Lleó van baixar les seves candidatures.
En les eleccions per a president va triomfar Alfonsín amb un 51% dels vots, contra un 40% de Luder. El resultat va ser una sorpresa per a la majoria dels observadors, ja que el radicalisme mai li havia pogut guanyar una elecció al peronisme. Amb posterioritat s'han publicat molts estudis i opinions buscant explicar les causes del triomf d'Alfonsín, des de la campanya publicitària moderna que va dirigir David Ratto, centrada en els mitjans massius de comunicació, fins a la seva postura crítica contra la Guerra de les Malvines. Els eslògans que més es van destacar en la campanya d'Alfonsín van ser «Alfonsinazo!» i «Ara Alfonsín!».
Tot i la derrota per la presidència, el Partit Justicialista va guanyar el poder executiu provincial en 12 de les 22 províncies, contra només 7 guanyades per la UCR, cosa que li va permetre a més obtenir la majoria de la Cambra de Senadors. El peronisme va governar a Catamarca, Chaco, Formosa, Jujuy, La Pampa, La Rioja, Salta, San Luis, Santa Cruz, Santa Fe, Santiago del Estero i Tucumán. El radicalisme va governar a Buenos Aires, Chubut, Córdoba, Mendoza, Entre Ríos, Misiones i Río Negro. Les restants tres províncies van ser governades per forces provincials; el Pacto Autonomista-Liberal a Corrientes, el bloquisme a San Juan, i el Movimiento Popular Neuquino a Neuquén. En aquell moment, ni Terra del Foc ni la Ciutat de Buenos Aires triaven governs autònoms (la primera passaria a ser província el 1991, i la segona s'organitzaria com a ciutat autònoma el 1996).
Els representants democràtics van assumir els seus càrrecs el 10 de desembre de 1983. Tan aviat va assumir la presidència, Alfonsín va emprendre dues grans polítiques:
- enjudiciament de les juntes militars que van governar durant la dictadura (excepte l'última), a la qual cosa va crear la Comissió Nacional sobre la Desaparició de Persones (CONADEP) i dels líders de les organitzacions guerrilleres, una postura que va prendre el nom de «teoria dels dos dimonis». La decisió es va completar amb la derogació de la Llei d'autoamnistia n. 22.924, sancionada pels militars abans de deixar el poder.
- reforma de la llei sindical de la dictadura, sense consultar amb els sindicats.

Alfonsín també va acceptar la renúncia a tots els membres de la Cort Suprema de Justícia i va designar als cinc reemplaçants: Genaro Carrió, José Severo Caballero, Augusto César Belluscio, Carlos Fayt i Enrique Petracchi.

### Judicis a militars, revoltes i lleis d'impunitat
La CONADEP va estar integrada per tretze membres; tres diputats i deu personalitats prestigioses com l'escriptor Ernesto Sabato (que la va presidir), la periodista Magdalena Ruiz Guiñazú, l'activista de drets humans Graciela Fernández Meijide, el bisbe Jaime de Nevares i el metge René Favaloro (que va renunciar).
La majoria de les organitzacions de drets humans va mantenir inicialment una actitud de desconfiança amb la CONADEP, reclamant la constitució d'una comissió bicameral, però en el curs de la seva tasca, la CONADEP i les organitzacions de drets humans van confluir.
Durant aquest període Las Madres es van separar en dues associacions (Mares de Plaça de Mayo i Mares de Plaça de Mayo Línia Fundadora) a causa de les diferències internes sobre la realització de denúncies davant la CONADEP, la definició de la situació legal dels seus fills com desapareguts o morts, la identificació dels cossos mitjançant exhumacions de cadàvers, l'acceptació de la reparació monetària que oferia el govern, i la persona que havia d'ocupar la presidència.
Després d'entrevistar milers de testimonis i reunir gran quantitat de documentació, la CONADEP va difondre les seves troballes mitjançant un programa televisiu que va tenir rècord d'audiència i presentar al president Alfonsín el 20 de setembre de 1984, el seu famós informe titulat Nunca más (Mai més), editat per Eudeba. L'informe va documentar milers de casos de tortures, desaparicions i violacions de drets humans que van sacsejar pel seu horror la consciència de la població.
Sobre la base de la investigació realitzada per la CONADEP es va obrir el camí per enjudiciar les juntes militars, amb excepció de l'última. Després d'una considerable licitació amb els tribunals militars que es mostraven reticents a iniciar el judici, la Cambra Nacional d'Apel·lacions en el Criminal i Correccional Federal de la Capital Federal (tribunal civil) va decidir desplaçar al fur militar i assumir la causa. Els membres del tribunal van ser Jorge Torlasco, Ricardo Gil Lavedra, León Carlos Arslanian, Jorge Valerga Aráoz, Guillermo Ledesma i Andrés J. D'Alessio. El fiscal va ser Julio César Strassera, i el fiscal adjunt Luis Gabriel Moreno Ocampo. Molts funcionaris judicials es van negar a actuar en el judici, per por de eventuals represàlies que poguessin prendre els militars en un eventual nou cop d'estat.
El judici oral es va iniciar el 22 d'abril i la sentència es va dictar el 9 de desembre de 1985. Jorge Rafael Videla i Eduardo Massera van ser condemnats a cadena perpètua; Roberto Eduardo Viola a 17 anys de presó; Armando Lambruschini a 8 anys; i Orlando Ramón Agosti va ser condemnat a 4 anys i 6 mesos. Van ser absolts els altres membres de juntes (Omar Domingo Rubens Graffigna, Basilio Lami Dozo, Leopoldo Fortunato Galtieri i Jorge Isaac Anaya). La Cort Suprema amb posterioritat reduiria lleument les penes de Viola i Agosti.
La sentència de la Cambra Federal va incloure un punt que el govern radical no esperava; l'ordre de jutjar els militars subordinats. Davant d'això, Alfonsín va presentar i va obtenir la sanció en 1986 de l'anomenada Ley de Punto Final (Llei de Punt Final), que va establir un termini de caducitat de seixanta dies de totes les accions penals contra delictes de lesa humanitat. La llei no va produir l'efecte desitjat i en aquest lapse els tribunals van accelerar els tràmits i van processar a uns 400 oficials, dels quals el 30% estaven en activitat.

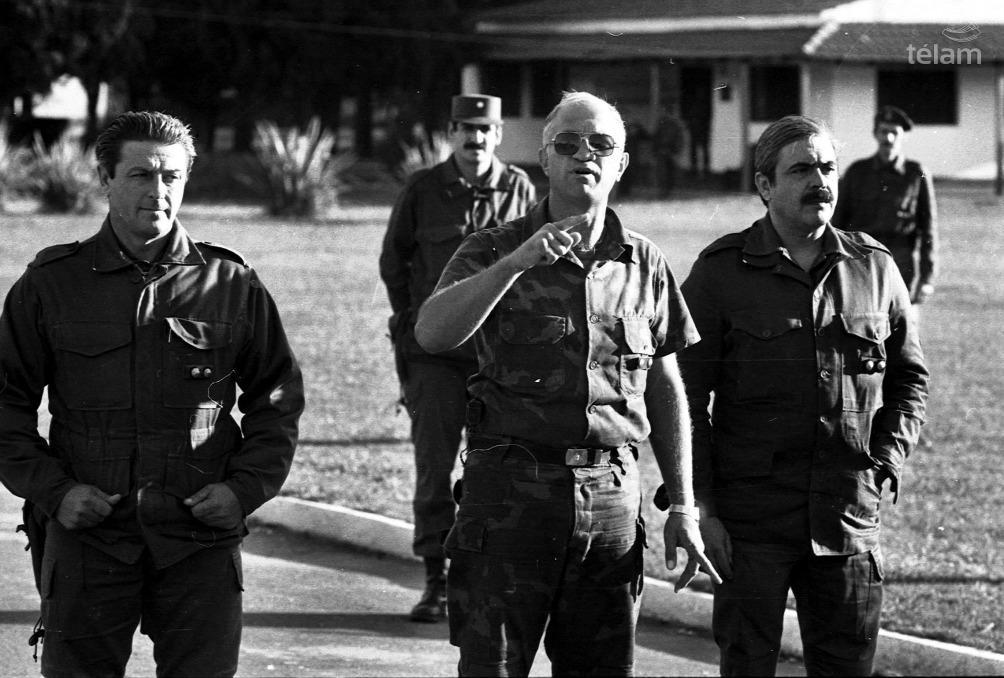
Caps militars carapintadas revoltats durant la Setmana Santa del 1987. Al centre, el tinent coronel Aldo Rico

La llei va ser molt criticada per les organitzacions de drets humans, que el 24 de març de 1987 van organitzar una marxa al Congrés per exigir la seva derogació i el «judici i càstig a tots els culpables». Tres setmanes després, el 15 d'abril de 1987, el major Ernesto Barreiro es va negar a comparèixer davant els tribunals que el jutjarien, refugiant-se al Regiment XIV d'Infanteria a La Calera (Córdoba). Immediatament, forces militars es van tancar a les casernes a tot el país, en solidaritat amb el militar jutjat, exigint que el govern canviï a tota la cúpula militar. La revolta es va conèixer com l'Alçament de Setmana Santa i els revoltats, dirigits pel tinent coronel Aldo Rico, van adoptar el malnom de «carapintadas».
L'aixecament, considerat per diversos sectors com a intent de cop d'estat, va generar una enorme crisi política que va durar quatre dies, durant la qual centenars de milers de persones es van mobilitzar per donar suport al govern constitucional. La crisi va acabar després d'una negociació personal entre Alfonsín i els militars insurrectes, a conseqüència de la qual el govern va enviar al Congrés el projecte de Ley de Obediencia Debida (Llei d'Obediència Deguda) considerant no imputables dels delictes de lesa humanitat als militars amb grau inferior a coronel.
Les lleis de Punt Final i Obediència Deguda van ser severament qüestionades per les organitzacions de drets humans i diversos sectors de la societat civil. Entre els alliberats es trobaven repressors que simbolitzaven la violació de drets humans a tot el món, com Alfredo Astiz. Les lleis van ser repudiades per les organitzacions de drets humans i serien anul·lades el 2003. El 1987, la coneguda banda Los Fabulosos Cadillacs liderada per Vicentico, va ser protagonista d'un escàndol de proporcions quan es va negar a compartir una taula amb funcionaris radicals durant un festival de rock, per haver sancionat la Llei d'Obediència Deguda, sent després censurats per la televisió estatal. El fet va portar a la banda a posar-li a una de les seves noves cançons el títol «Jo no m'asseuria a la teva taula». Poc després, l'11 de desembre de 1987, el músic britànic Sting va realitzar un massiu recital a l'estadi de River Plate a Buenos Aires, fent pujar a l'escenari a les Mares de Plaça de Mayo durant el concert mentre sonava «They dance alone» (Elles ballen soles), un gest que no havia tingut cap banda de rock argentina. Músics com León Gieco i Luis Alberto Spinetta han comentat la vergonya que van sentir i al mateix temps l'efecte de presa de consciència que va tenir l'acte.
Pocs anys després, ja durant la presidència de Carlos Menem, les lleis d'impunitat es completarien amb una sèrie d'indults. En sentit contrari, les lleis d'immunitat i els indults serien anul·lades el 2003, reobrint els judicis i ampliant també als autors civils.
Les amenaces contra la democràcia es repetirien durant el govern d'Alfonsín amb dos nous alçaments dels carapintadas al gener i desembre de 1988. El gener de 1989, guerrillers del Movimiento Todos por la Patria (Moviment Tots per la Pàtria, MTP) van atacar una caserna a La Tablada, resultant morts 32 guerrillers, 9 militars i 2 policies.
L'enjudiciament dels militars que van cometre delictes de lesa humanitat és un tret peculiar de la democràcia argentina recuperada el 1983 i gairebé únic al món, que la va lligar estretament amb la lluita pels drets humans i la distingeix d'altres democràcies regionals recuperades en la mateixa època, particularment les de Brasil, Xile i Uruguai.

### Política exterior i deute extern

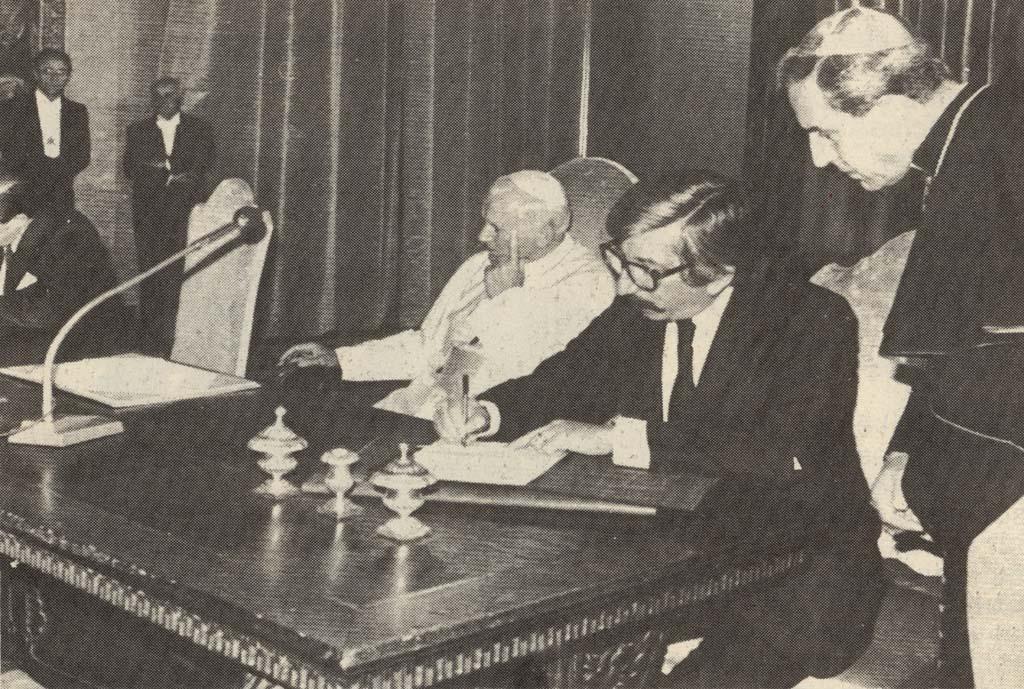
Signatura del Tractat de Pau i Amistat entre Argentina i Xile, a la Ciutat del Vaticà el 29 de novembre de 1984, sota l'arbitratge de Joan Pau II

La política internacional d'Alfonsín, a càrrec del canceller Dante Caputo, li va donar una gran importància a eliminar els conflictes amb els països fronterers, per tal de desmilitaritzar les relacions internacionals i restar poder a les forces armades a la regió. Amb aquesta finalitat va tancar el conflicte del Beagle amb Xile, que havia portat a ambdós països a la vora de la guerra el 1978, acceptant la proposta del Papa realitzada en el curs de la mediació de la Santa Seu. Argentina i Xile van signar llavors el 1984 el Tractat de Pau i Amistat entre Argentina i Xile resolent totes les qüestions pendents al sud de l'Estret de Magallanes. La decisió va ser legitimada amb un plebiscit no vinculant en el que el 82% de la població va donar suport l'acord amb Xile.
El 1985, Brasil va ser el segon país de la regió després de l'Argentina a recuperar la democràcia. Immediatament els presidents dels dos països, Alfonsín i José Sarney, es van reunir per signar la Declaració de Foz d'Iguazú que va posar en marxa el procés d'integració que sis anys després prendria el nom de Mercosur, sumant a l'Uruguai i al Paraguai a mesura que aquests països anaven també recuperant la democràcia. Fins a aquest moment, els dos països mantenien una relació d'alta confrontació potencialment bèl·lica, que es remuntava als temps de la colònia, quan Espanya i Portugal s'enfrontaven per ampliar els seus dominis al món.
Un dels majors problemes del govern democràtic va ser el deute extern contret durant la dictadura i estatitzada completament un any abans de transferir el poder als representants del poble. La suma del deute que era de 7.700 milions el 1975, va passar a ser 45.000 milions el 1983 (un 600% d'augment en set anys). El deute extern, que alguns partits consideraven en gran part fraudulenta, condicionaria severament les possibilitats de creixement, desenvolupament i millora de les condicions de vida de la població, durant tots els governs democràtics. Alfonsín va intentar en un primer moment crear un «club de deutors» per negociar en bloc amb els creditors i el Fons Monetari Internacional. Al juny de 1984, els cancellers i ministres d'Economia de l'Argentina, Bolívia, Brasil, Colòmbia, Xile, Equador, Mèxic, Perú, República Dominicana, Uruguai i Veneçuela (molts d'aquests països sota dictadures) es van reunir a Cartagena per formar el Grup de Cartagena, però les pressions internacionals van bloquejar la proposta argentina per a l'actuació conjunta en les negociacions del deute extern.
En aquesta ocasió el ministre Caputo, va exposar així la proposta argentina:
| «                                               | La democràcia argentina no accepta el parany en què el sistema financer internacional i les minories a ell associades l'han col·locat en generar aquest aclaparador deute extern. Els estats nacionals han estat usats per apanyar a aquests grups especuladors. El destí del continent està a sortir fora d'aquest parany. (...) La crisi que patim potser tingui com a contrapartida la creació d'una oportunitat invalorable per convertir finalment en realitat la integració d'Amèrica Llatina i del Carib. | » |
| — Dante Caputo, ministre de Relacions Exteriors | |   |

### Economia i conflicte social
Una de les primeres mesures d'Alfonsín, pocs dies després d'assumir, va ser l'enviament al Congrés d'una reforma a la llei sindical de la dictadura sense complir amb la consulta als sindicats, un principi que integra el tripartisme promogut per l'Organització Internacional del Treball (OIT). La decisió unilateral d'Alfonsín va desencadenar un conflicte d'enormes proporcions entre el govern i els sindicats argentins. El projecte conegut com la «Llei Mucci» va ser aprovat per la Cambra de Diputats, però va ser rebutjat per la Cambra de Senadors el 14 de març de 1984. Després de la derrota parlamentària, el govern va mantenir en vigència la llei sindical de la dictadura de tall feixista (impugnada per la OIT), no va convocar a paritàries per negociar col·lectivament salaris i condicions de treball, no va permetre la normalització de la CGT i va mantenir diverses obres socials sindicals intervingudes. A més a la reducció del salari real en un context d'alta inflació, així com l'augment de la desocupació i de la feina no enregistrada, en el marc de plans d'ajust dissenyats pel Fons Monetari Internacional, van crear les condicions d'un greu conflicte social que es va mantenir durant la major part del govern de Raúl Alfonsín. El 1986 la desocupació va arribar al 12%, una xifra mai assolida abans en els registres oficials del país. La CGT va respondre a la política econòmica i sindical del govern amb tretze aturades generals i grans mobilitzacions, des del 3 de setembre de 1984 (que es va declarar la primera) fins a setembre de 1988 (en què es va realitzar la última).
El 1988, Alfonsín va cedir als reclams sindicals, enviant al Congrés una nova llei sindical redactada per consens que va ser aprovada per unanimitat el 1988 (n. 23.551) i va convocar el 1989 a negociacions col·lectives paritàries, després de catorze anys. No hi hauria una nova convocatòria fins al 2003.
El primer ministre d'Economia nomenat per Alfonsín va ser Bernardo Grinspun, un destacat economista desenvolupista adherent a la teoria de la dependència, que va intentar portar endavant una política econòmica rebutjant els condicionaments que pretenia imposar el Fons Monetari Internacional i els anomenats Capitans de la indústria, un grup de pressió que reunia als grans empresaris argentins (Manuel Gurmendi (Acindar), Ricardo Gruneisen (Astra), Jaime Núñez (Bagley), Sebastià Bagó de (Laboratoris Bagó), Julio Hojman (BGH), Carlos Bulgheroni (Bridas), Miguel Roig (Bunge & Born), Gerardo Cartellone (Cartellone), Guillermo Khül (Celulosa Jujuy i SAAB Scania), Martín Blaquier (Ledesma), Amalia Lacroze (Fortabat de Loma Negra), Francisco Macri (Grup Macri), Amin Massuh (Massuh), Vitorio Orsi (Pérez Companc), Enrique Pescarmona (IMPSA), Javier Gamboa (Alpargatas), i Roberto Rocca (Techint)) i que coincidia amb el que es deia «la pàtria contratista».
Grinspun va posar al centre del seu pla l'augment del salari real molt deteriorat durant la dictadura, per millorar les condicions de vida de la població i recompondre el mercat intern. Seguint aquesta política, Alfonsín va augmentar els salaris un 35% mitjançant decrets, però la resposta va ser una inflació galopant que va arribar a 688% en aquest primer any.
La decisió d'Héctor Magnetto, gerent general del diari Clarín d'«impugnar amb severitat la política de Grinspun», i l'oposició del FMI van desgastar la seva figura i van provocar la seva renúncia a poc més d'un any d'haver assumit, després que 1984 acabés amb una inflació rècord per al país, enmig de fortes licitacions redistributives entre els sectors. Una anècdota descriu molt bé l'intent inicial del govern d'Alfonsín de portar endavant una política econòmica autònoma, que donés prioritat al desenvolupament econòmic i social, postergant els interessos dels grans grups econòmics:
| « | «Si vols que em baixi els pantalons, me'ls baixo», li va grunyir Bernardo Grinspun al representant del FMI, Joaquín Ferran. Va ser durant un dels seus encontres, quan era ministre d'Economia de Raúl Alfonsín. Però no va quedar en paraules: li va donar l'esquena i, literalment, se'ls va baixar. | » |

La renúncia de Grinspun va donar pas al nomenament de Juan Vital Sourrouille el 19 de febrer de 1985. Sourrouille es va trobar amb la resistència dels sectors juvenils de l'alfonsinisme, que el consideraven aliè a l'enfocament keynesià i desenvolupista de l'economia i més proper als enfocaments neoclàssics del FMI. El 12 d'abril, Alfonsín va anunciar que establia una «economia de guerra» i el 14 de juny va ser presentat el Pla Austral, després de ser aprovat als Estats Units pels màxims funcionaris del govern de Ronald Reagan i el FMI. L'equip de Sourrouille estava integrat, entre d'altres, per dos funcionaris que més d'una dècada després serien ministres d'Economia: José Luis Machinea i Roberto Lavagna.
El Pla Austral, que creava una nova moneda d'aquest nom (l'austral), va tenir com a objectiu prioritari controlar la inflació. Inicialment l'objectiu es va complir parcialment i la inflació va començar a baixar passant de 688% el 1984 a el 81% el 1986, però amb una costosa caiguda del PIB del 7% el 1985, compensada amb un creixement de la mateixa magnitud en 1986. El 1985 es van celebrar eleccions legislatives que el radicalisme va guanyar còmodament 42% a 34%.
Però després d'aquest moment, la inflació es va duplicar el 1987, arribant el 174%. El deteriorament de l'economia i la situació social va portar a una forta derrota del radicalisme en les eleccions legislatives d'aquest any, 41% a 37%, que li va fer perdre la majoria a la Cambra de Diputats i els governs de les províncies de Buenos Aires, Chubut, Entre Ríos i Mendoza, en tots els casos guanyades pel peronisme. Especialment greu va ser la pèrdua de la província de Buenos Aires, que concentra un terç de la població total del país, on va resultar elegit governador el peronista Antonio Cafiero. A Mendoza va resultar triat governador José Octavio Bordón, que després se separaria del Partit Justicialista per ser candidat a president pel FREPASO a les eleccions de 1995.
Aquest moment històric va coincidir amb la Perestroika a la Unió Soviètica, una sèrie de profundes reformes econòmiques al model comunista decidides per Mikhaïl Gorbatxov, que van anticipar la fi de la Guerra Freda i el començament del període conegut com a «globalització», amb la caiguda del mur de Berlín el 1989 i la dissolució de la Unió Soviètica el 1991.
La situació va continuar empitjorant i el 1988 la inflació va tornar a duplicar-se, aconseguint 387%. El govern va intentar, sense aconseguir-ho, reprendre el control de les variables econòmiques mitjançant el Pla Primavera llançat el 1r d'agost de 1988, però a partir de febrer de 1989 va començar una «correguda canviària» que va desencadenar la primera hiperinflació, amb un enorme cost social, aconseguint rècords en matèria de pobresa, atur i treball no enregistrat. La participació dels assalariats en l'ingrés que era del 43% el 1974, s'havia reduït al 27% el 1988 i cauria a un mínim històric del 20% a mitjans del 1989.
Basualdo i Aspiazu assenyalen que l'alfonsinisme es va veure atrapat en la licitació distributiva entre dos grans blocs de poder econòmic: els creditors del deute extern i els grups empresaris que contractaven amb l'Estat, coneguts com «la pàtria contractista» (coincident dels ja esmentats capitans de la indústria), enfortits amb la dictadura i sobretot amb l'estatització dels seus deutes el 1982:
| «                    | La interrupció dels pagaments a l'exterior que es produeix el 1988 (cosa que va suposar anteposar, un cop més, els interessos del capital concentrat intern als dels creditors externs). D'aquí que, si amb la interrupció dels pagaments a l'exterior que es produeix el 1988 es va iniciar el procés que desembocaria en l'explosió hiperinflacionària del segon trimestre de 1989, no resulti cridaner que l'atac especulatiu contra la moneda local (la «correguda canviària» iniciada els primers dies del mes de febrer d'aquest any) fora desencadenat per alguns dels bancs estrangers radicats al país. (Lozano i Feletti, 1991). | » |
| — Basualdo i Aspiazu | |   |

### Altres esdeveniments del període
Una de les definicions més destacades del període va ser l'afirmació d'Alfonsín realitzada durant la campanya electoral, que «amb la democràcia es menja, es cura, s'educa». La frase ha romàs en el record i en les anàlisis sobre la relació més o menys directa entre la democràcia i les condicions de vida de la població.

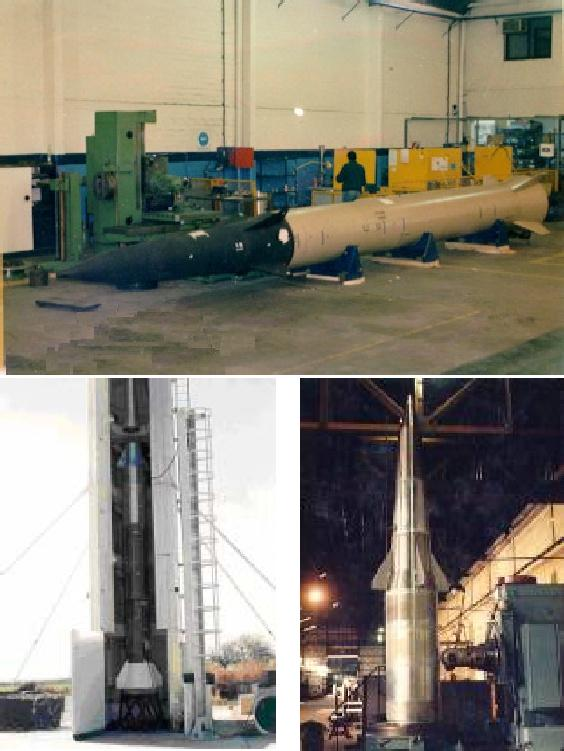
Prototips del missil Còndor II en diferents fases de desenvolupament

Dins de la política social d'Alfonsín es va destacar el Pla Alimentari Nacional (PAN), primer pla social de la història argentina, que consistia en el lliurament mensual de 1.200.000 «caixes PAN» amb aliments que arribaven a cinc milions de persones empobrides, és a dir, un 16% de la població total. Un altre pla social important va ser el Pla Nacional d'Alfabetització, dissenyat per Nélida Baigorria, que va reduir l'analfabetisme de 6,1% a 3,7%.
Entre les lleis sancionades en el període es destaquen les lleis que van restablir la pàtria potestat compartida (llei 23.264 de 1985) i el divorci (llei 23.515 de 1987), institucions que havien estat derogades per la dictadura que va enderrocar al peronisme el 1955.
El 1984 el Congrés de la Nació va aprovar per unanimitat en les dues cambres (llei 23.114) la realització del II Congrés Pedagògic Nacional, en referència al primer congrés realitzat un segle abans, el 1882. El Congrés es va realitzar entre 1986 i 1988, amb assemblees locals i provincials, tancant amb l'Assemblea Pedagògica Nacional reunida entre el 27 de febrer i 6 de març de 1988, a Embassament Río Tercero. El congrés va reflectir una forta licitació entre els sectors laics i els sectors religiosos, especialment l'Església Catòlica, així com els rols de l'educació pública i l'educació privada. Entre les conclusions del Congrés aprovades per unanimitat es trobava la proposta de transferir tots els establiments educatius preescolars, primaris i secundaris a les províncies, encara que històricament a l'Argentina una gran part dels mateixos van estar a càrrec de la nació. Aquesta proposta seria executada pel president Carlos Menem en la dècada següent.
En matèria de desenvolupament tecnològic, el govern d'Alfonsín va impulsar en secret l'anomenat Projecte Còndor II (CIR) de recerca i construcció d'un míssil de mig abast. El projecte de característiques militars s'havia originat en la Força Aèria després de la Guerra de les Malvines i significada un salt en el desenvolupament tecnològic del país, principalment en l'àrea de espacial i de coeteria. El projecte es realitzava amb suport tecnològic d'Alemanya i financer d'Egipte que compraria els motors; després es va comprometre l'Iraq a comprar els míssils. Durant el govern de Menem el projecte va ser desmantellat i tots els científics acomiadats, per exigència dels Estats Units. El periodista Daniel Santoro, qui va investigar el cas, ha sostingut que el desmantellament total del projecte va ser nociu per al país i que podria haver-se reorientat cap a fins pacífics, per a desenvolupar la indústria espacial argentina, cosa que finalment es va fer a la dècada del 2010.
El 1986, Alfonsín va anunciar el Pla per a una Segona República Argentina integrat per una sèrie d'ambiciosos projectes de mig i llarg termini per a realitzar una reforma profunda del país. Els projectes principals preveien el trasllat de la capital federal a la Patagònia (Projecte Patagònia), la creació de la Província del Riu de la Plata (que unificaria el Gran Buenos Aires amb la Ciutat de Buenos Aires), la reforma de la Constitució Nacional per abandonar el sistema presidencial i adoptar el semiparlamentarisme, la provincialització del territori nacional de Terra del Foc, i la reforma del Poder Judicial. Amb el debilitament del govern alfonsinista el compliment del Pla quedar bloquejat, però en la dècada següent es concretarien dos d'aquests projectes: la creació de la província de Terra del Foc i la reforma constitucional de 1994.

### Deteriorament, eleccions i «resignació» d'Alfonsín
Alfonsín va considerar que el Grup Clarín va ser el «opositor més dur» al govern radical. El va definir públicament com «enemic acèrrim» i ha sostingut que buscava «fer-li caure la fe i l'esperança al poble argentí». Per Alfonsín, el Grup Clarín era un «exemple viu (d'allò) contra el que hem de lluitar els argentins». Durant el govern d'Alfonsín, el Grup Clarín havia començat la seva expansió cap als mitjans audiovisuals, comprant per mitjà de testaferros i de manera il·legal Ràdio Mitre.

El 13 agost 1988, Alfonsín va patir insults i esbroncades en la inauguració de la 101a Exposició de Ramaderia i Agricultura organitzada per la Societat Rural Argentina. El President va respondre als insults sostenint que es tractava d'una «actitud feixista»:
| «               | Jo vull començar per posar en relleu això que està succeint aquesta tarda a la Societat Rural Argentina. Aquestes manifestacions no es produeixen en temps de dictadura, encara que sembla que alguns comportaments no combreguin amb la democràcia, perquè és una actitud feixista no escoltar l'orador ... No crec realment que siguin productors agropecuaris els que tenen aquest comportament, són els que morts de por s'han quedat en silenci quan han vingut aquí a parlar en representació de la dictadura. I són també els que s'han equivocat i han aplaudit als qui han vingut a destruir la producció agrària argentina, no són els productors agropecuaris. | » |
| — Raúl Alfonsín | |   |

El 1988 calia elegir els candidats presidencials. L'alfonsinisme no tenia una figura capaç de competir amb èxit i va haver de resignar a donar suport a la candidatura del governador de Córdoba Eduardo Angeloz, l'únic radical de pes que havia aconseguit un bon resultat electoral el 1987. Els sectors juvenils de la Coordinadora van voler presentar la precandidatura de Dante Caputo, però Alfonsín no ho va permetre. Angeloz era molt crític de l'alfonsinisme, fortament antiperonista, expressió de l'ala neoliberal, i proposava un ampli pla de privatitzacions i empetitiment de l'Estat. Angeloz va competir en l'elecció interna amb Luis Agustín León, vencent-lo amb un 88% dels vots. Angeloz recorreria com a imatge de campanya al «llapis vermell» que simbolitzava la seva proposta de empetitiment de la despesa pública.
En el peronisme van competir el candidat del corrent renovador, Antonio Cafiero (elegit el 1987 governador de la província de Buenos Aires), i Carlos Saúl Menem (governador de la província de La Rioja). Inesperadament, l'elecció interna va ser guanyada per Menem amb una proposta clàssica del peronisme, sintetitzada en l'eslògan «Salariazo i Revolució Productiva!».
Al febrer de 1989 van començar a produir-se una sèrie de moviments financers que desencadenen un procés hiperinflacionari. Alfonsín ha sostingut que es va tractar d'una maniobra intencional per tal de desestabilitzar el seu govern, realitzada per Domingo Cavallo i Guido Di Tella, i el diari Ámbito Financiero va sostenir que es va tractar d'un «cop de mercat», assimilat al concepte de «cop d'estat tou». En els següents sis mesos la inflació arribaria al 2500%. Els salaris perdien tot el seu valor en el curs del mes, malgrat els augments mensuals establerts per decret. En el curs d'aquests sis mesos el salari real es va reduir un 30%. La pobresa va començar a créixer de manera exponencial; al maig era del 25% i a l'octubre el 47%.
Alfonsín va avançar pel 14 de maig les eleccions que s'haurien d'haver realitzat a l'octubre, però el caos social causat per la hiperinflació i la pobresa generalitzada van definir l'elecció a favor del candidat peronista Carlos Menem, que va guanyar amb el 47% contra el 36% d'Angeloz.
La situació social tampoc li va permetre a Alfonsín complir el seu mandat, que acabava el 10 de desembre. El 30 de maig va decretar l'estat de setge i l'11 de juny va convocar a una reunió amb els principals empresaris del país per demanar-los suport per a finalitzar el seu mandat. El dirigent socialista Simón Lázara, que va estar present a la reunió, va dir que Héctor Magneto va parlar en nom de grup empresarial i va dir:
| «                 | Vostès ja són un obstacle. | » |
| — Héctor Magnetto |                            |   |

L'endemà, Alfonsín va parlar per la cadena nacional de mitjans per anunciar que havia «resolt resignar, a partir del 30 de juny de 1989, el càrrec de President de la Nació Argentina». L'ús de la paraula «resignar» en lloc de «renunciar», com corresponia legalment, va generar confusions i licitacions polítiques entre les dues forces, ja que pocs dies abans Alfonsín havia declarat que no acceptaria un lliurament anticipat del comandament.
Finalment, Raúl Alfonsín li va transferir la presidència a Carlos Menem el 8 de juliol de 1989. Per primera vegada en la història argentina un president democràtic transferia el poder a un altre president democràtic d'un partit polític diferent. Durant el lapse que faltava fins a complir el mandat legal dels diputats i senadors (fins al 10 de desembre), la UCR es va comprometre a facilitar la sanció de les lleis que requerís el president Menem. Aquesta circumstància va causar també que el mandat de Menem s'estengués més enllà del termini constitucional de sis anys, sumant en total sis anys, cinc mesos i dos dies.

## El Menemisme (1989-1999)

### El Consens de Washington
Carlos Menem va arribar al poder en un moment molt especial de la història mundial; el moment en què l'anomenat món comunista va començar a desintegrar-amb la caiguda de Mur de Berlín i els Estats Units va guanyar la Guerra Freda que s'havia iniciat quaranta-cinc anys abans, prevalent a tot el món les regles del model neoliberal en el que es coneixeria com a globalització. Simultàniament les majors organitzacions financeres del món, liderades pel Fons Monetari Internacional i el tresor nord-americà, van elaborar el Consens de Washington, un programa neoliberal de reformes estructurals per als països llatinoamericans que tenia com a eix les privatitzacions, la desregulació dels mercats i la flexibilització laboral, i que seria aplicat en la següent dècada per governs de totes les tendències ideològiques.
A l'Argentina va ser aplicat pels dos següents presidents de partits polítics diferents (el peronista Menem i el radical De la Rúa), però que van recórrer al mateix ministre d'Economia, Domingo Cavallo. Hi ha consens a considerar que va ser el país que en la dècada del 1990 va anar més lluny en les reformes neoliberals. En un conegut «paper» de la Universitat Harvard escrit per Dani Rodrik el 2002, l'economista diu que «Argentina va aconseguir més liberalització del comerç, reforma impositiva, privatització i reforma financera que cap altre país a Amèrica Llatina; va fer tot el possible per guanyar-se la simpatia del mercat internacional de capitals», preguntant-se després: «Per què llavors els inversors internacionals van abandonar abruptament el país al final de la dècada?»
El període es va caracteritzar per una corrupció generalitzada, que va arribar a incloure la renúncia del vicepresident Carlos Álvarez el 2000 a causa d'una denúncia de suborns a diversos senadors per sancionar una llei de flexibilització laboral i un considerable nivell de violència política que va incloure dos atemptats terroristes amb més de cent morts, així com l'assassinat de periodistes i activistes socials. L'anomenada «experiència neoliberal» a Argentina es va estendre des de 1989 fins a desembre de 2001, quan va acabar esclatant la crisi de quatre anys més greu de la història argentina, destruint gran part del teixit social i posant el país al caire de la guerra civil i una eventual desintegració.

### De la hiperinflació menemista a la convertibilitat
És habitual en el relat periodístic referir-se a «la hiperinflació», en singular, situant-la en els últims mesos del govern d'Alfonsín. Però Menem també va haver d'enfrontar un procés hiperinflacionari que va començar a esclatar al desembre de 1989 i va escombrar el seu primer pla econòmic elaborat per l'empresa multinacional Bunge & Born (Pla BB) i aplicada per un funcionari de l'empresa, Néstor Rapanelli, designat ministre d'Economia. Tot i que les conseqüències positives i negatives de la inflació es troben discutides entre les diverses escoles econòmiques, com ho mostra la corba de Phillips (a menor atur, més inflació), cal distingir-la de la hiperinflació que, per produir-se a una velocitat que destrueix el valor de la moneda abans que el salari pugui ser gastat, genera enormes transferències d'ingrés en molt curt termini en perjudici de la població assalariada i un generalitzat caos social en societats completament monetaritzades. El Pla BB va iniciar el procés de privatitzacions i la reducció dràstica de l'Estat amb les lleis de reforma de l'Estat (llei 23.696) i emergència econòmica (llei 23.697), per les que el Congrés de la Nació li va delegar àmplies facultats al Poder Executiu i la constitucionalitat va ser i segueix sent molt discutida. Per al procés de privatitzacions, Menem va designar a María Julia Alsogaray, una política ultraliberal dirigent de la antiperonista UCD, i Roberto Dromi. Les accions de tots dos serien considerades actes de corrupció, i en el cas d'Alsogaray va ser condemnada tres vegades sumant onze anys de presó.
Durant el 1990, Menem va tractar d'aplicar un segon pla econòmic amb Erman González com a ministre d'Economia, implementant el Pla Bonex mitjançant el qual l'Estat es va apropiar dels estalvis bancaris de la població a canvi d'una obligació pagadora el 1999. Malgrat això, la inflació de tot 1990 va ser de 2.314% (la de 1989 havia estat de 3.079%). Amb semblants nombres al país seguia en hiperinflació.

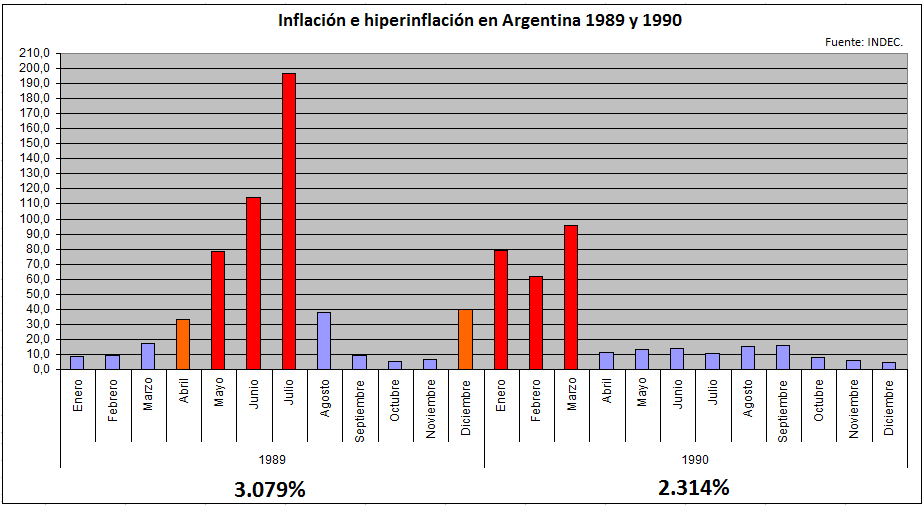
Inflació i hiperinflació. En vermell el màxim hiperinflacionari alfonsinista (esquerra) i el màxim hiperinflacionari menemista (dreta), amb la seva escalada prèvia en taronja. La resta dels mesos la inflació va oscil·lar sobre la línia del 10% mensual.

El principal periodista polític Bernardo Neustadt, des del seu programa de televisió Tiempo Nuevo, va convocar a la població a donar suport al govern de Menem amb una manifestació a Plaça de Mayo que es va denominar «la Plaça del Si» i es va realitzar el 6 d'abril de 1990. Dos dies abans de la manifestació es va publicar al diari Clarín una sol·licitada paga de suport titulada «els que volem el canvi».
Al començament de 1991, l'ambaixada dels Estats Units va denunciar una comanda de suborns contra l'empresa Swift & Company, deslligant un escàndol conegut com a Swiftgate que va causar la renúncia de Erman González. L'escàndol del Yomagate involucrant a la família del President, el 1991 havia tret també a la llum la instal·lació del narcotràfic a Argentina. Va prendre el càrrec el llavors canceller Domingo Felipe Cavallo, qui va assumir el 1r de març de 1991. Cavallo era president de la Fundació Mediterrània, finançada per un grup d'empreses entre les que es destacava Arcor i havia estat president del Banc Central durant la dictadura, estatitzant el deute extern privat el 1982, acte que el va portar a establir bones relacions amb els grups econòmics més importants que actuaven al país. Va prendre tres grans mesures, la convertibilitat de la moneda nacional amb el dòlar (llei 23.928), la suspensió («consolidació») per deu anys del pagament del deute intern (llei 23.982), i l'anomenada «flexibilització laboral» (llei 24.445). Aquestes mesures, sumades a les lleis de reforma de l'Estat (llei 23.696) i d'emergència econòmica (llei 23.697), canviarien profundament la societat argentina.
Les privatitzacions a l'Argentina es van caracteritzar per la seva celeritat i la seva amplitud, sense parangó amb altres països europeus o americans, excepte els del bloc comunista. Entre 1990 i 1994 es van privatitzar pràcticament totes les empreses de l'Estat: ENTel, Ferrocarriles Argentinos, Correo Argentino, YPF, Gas del Estado, SEGBA, Canal 13, Canal 11, Canal 9, Obres Sanitarias de la Nación, les drassanes, les siderúrgiques, les petroquímiques, les flotes mercants, els ports, el Banc Hipotecario, YCF, etc. En la majoria dels casos, els valors als quals van ser venudes i les sumes rebudes van ser intencionalment rebaixats, com es va provar en els judicis per corrupció realitzats posteriorment. Durant el govern de Menem també es van privatitzar els fons de pensió (jubilatorios) que van passar a ser administrats per empreses amb fins de lucre anomenades Administradora de Fons de Jubilacions i Pensions (AFJP).
Un reportatge realitzat per la revista Gente a Roberto Dromi (qui es definia com a Gerent de Privatitzacions del govern de Menem), resulta revelador de les promeses, les expectatives i la realitat del procés de privatitzacions:
| « | -Periodista: Quan es faci la concessió de ferrocarrils, hi haurà trens per a tothom i a 500 km/h, com va dir el President? -Roberto Dromi: No, hi haurà trens que correran a 200 km/h, en un termini de dos anys. Li garanteixo. | » |

En la seva pel·lícula La propera estació (2008) el cineasta Pino Solanas oposa una altra cara de les privatitzacions:
| «                                   | La construcció dels ferrocarrils va ser una de les grans epopeies industrials del país ... Al començament de la dècada del 1990, les empreses de l'Estat es van privatitzar amb la promesa de modernitzar els seus serveis i oferir millor atenció: els trens interurbans van ser suprimits; milers de pobles van quedar aïllats i un milió d'habitants va emigrar cap a les capitals. El maltractament al passatger es va fer norma. Els robatoris i accidents es van multiplicar. Amb la privatització de les companyies aèries també es van eliminar rutes provincials i els passatgers són abandonats en els aeroports. Mai es va viure al país una crisi del transport semblant. En suprimir el 80% dels trens, el transport de càrregues i passatgers va passar a l'automotor. Les carreteres van quedar saturades i els accidents van augmentar: només en el 2007 la «guerra de l'automotor» va provocar més de 8000 morts i milers de ferits. La confusió sobre el públic i el privat segueix vigent. Els trens es van privatitzar perquè donaven pèrdues, però els serveis públics, estan per donar guanys o per servir a la comunitat? És que han de donar renda les escoles o els hospitals públics? Si els ferrocarrils perdien 1 milió de dòlars per dia, avui costen 3 milions diaris però només funciona el 20% dels trens, que teníem abans? ... El ferrocarril no té reemplaçament. | » |
| — Pino Solanas, La próxima estación | |   |

A l'àrea de mitjans de comunicació, el grup de pressió del diari Clarín va aconseguir la derogació de la norma que limitava la concentració de mitjans de comunicació gràfics, televisius i radials per una sola empresa, el que li va permetre convertir-se en un dels grups empresarials més importants del país, concentrant diaris, revistes, canals de televisió, ràdios, canals de cable, agències de notícies i empreses d'internet, així com adquirir mitjans competidors per tancar-los, en la major part de les províncies i ciutats. Diverses personalitats com Jorge Lanata (director del diari Página/12) i Julio Ramos (director del diari Ámbito Financiero i autor del llibre Los cerrojos a la prensa), van denunciar el monopoli creat pel Grup Clarín i el dany que el mateix li va fer a la llibertat de premsa i informació a l'Argentina:
| «                                       | El gran problema, la gran aguait de la premsa argentina en aquests anys noranta és el monopoli «Clarín». És el gran dominador, el gran pop que s'estén amenaçant sobre tota forma de disfusió, escrita o electrònica que no es plegui als seus designis de dominació ... La tesi d'aquest llibre és que un monopoli de premsa té una tendència natural a l'ofec de la competència i a l'expansió molt més gran que la que mostraria un subjecte malvat que busqués deliberadament la mateixa finalitat. I al final la conclusió serà inevitable: si un mal és natural i creixent només la legislació pot aturar-lo. | » |
| — Los cerrojos a la prensa, Julio Ramos | |   |

El 1995, el periodista Mario Krasnov va aparèixer mort amb un tret al cap quan es disposava a publicar una novel·la, finançada per alguns funcionaris del govern, sobre la corrupció imperant en el Grup Clarín i la seva participació en accions il·legals i de censura.

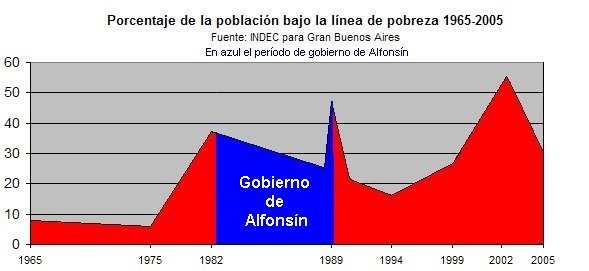
Evolució de la pobresa a Argentina (1965-2005)

El procés de reforma menemista va incloure una reforma profunda de l'educació, amb la sanció de la llei de transferència d'escoles a les províncies (llei 24.049 de 1992), la llei federal d'educació (llei 24.195 de 1993) i la llei d'educació superior (llei 24.521 de 1995). Les normes combinen principis i valors democratitzadors de l'educació que estaven en la tradició argentina, amb polítiques eficientistes i tecnocràtiques de reducció de la despesa pública, que van agreujar la situació en moltes províncies que es trobaven trencades, van fragmentar el sistema i van evitar que la inversió en educació arribés al 6% del PIB, que era un dels objectius.
El 1993 es va establir per llei (llei 24.144) l'autonomia del Banc Central, «un dels eixos del Consens de Washington, article de fe de l'ortodòxia neoliberal», tal com el defineix la BBC de Londres, separant així la política monetària de la política fiscal, i impedint la seva coordinació. Entre 1989 i 1994, 32 països van establir la independència del Banc Central. Després de la crisi mundial del 2008, els principals països del món abandonarien l'autonomia dels bancs centrals.
El 1993 es va produir un fort conflicte entre la indústria automotriu i els mitjans de comunicació en el marc del procés de desindustrialització que estava provocant l'obertura econòmica. El conflicte va esclatar quan el Grup Macri, que tenia la concessió de la fàbrica d'automòbils Fiat, va decidir retirar la publicitat que realitzava en el programa de televisió Tiempo Nuevo que conduïa Bernardo Neustadt, per la seva prèdica contrària a la indústria nacional. Neustadt i l'associació d'empresaris de premsa ADEPA, van denunciar al seu torn al Grup Macri, per pressionar amb la publicitat per condicionar l'opinió del programa («llogar consciències»).
Menem solia usar l'expressió «cirurgia major sense anestèsia», per referir-se als canvis que estava realitzant, una expressió que assenyala tant la magnitud del canvi com l'enorme patiment humà que va produir a la població. Centenars de milers de persones van ser acomiadades del sector públic a causa de les privatitzacions i la «reforma» de l'Estat, i després de la crisi mexicana de 1994 (coneguda com a «Efecte Tequila»), un milió de persones més van ser acomiadades del sector privat, augmentant la desocupació al maig de 1995 fins al 18,6%, la més alta de la història argentina fins a aquest moment.
No obstant això, el malestar social trigaria uns anys a manifestar-se obertament. La Llei de convertibilitat va ser sancionada el març de 1991, i per a fins d'aquest any les taxes havien baixat de l'1% mensual, ajudada també per la venda de la majoria dels actius de l'Estat i l'ingrés massiu de productes estrangers. Basualdo i Asipazu expliquen que la convertibilitat i les privatitzacions van beneficiar tant als creditors externs (bancs) com a la «pàtria contractista», trobant així una fórmula per acabar amb la licitació distributiva entre aquests dos grans sectors del poder econòmic concentrat que havia portat al desballestament de l'economia en els sis anys anteriors.

### Les relacions internacionals
Les relacions internacionals es van caracteritzar per dues grans polítiques:
- una relació amb els Estats Units que va ser qualificada com a política de «relacions carnals»;[73]
- la creació del Mercosur en 1991, un bloc amb Brasil, Paraguai i Uruguai que concretava la política d'integració econòmica subregional que havia iniciat Alfonsín. El Mercosur ha estat considerat a l'Argentina una política d'Estat per part de tots els partits polítics.[74][75]

El Mercosur va constituir una experiència inèdita entre països de l'hemisferi sud. La teoria econòmica llavors predominant sostenia que els acords d'integració econòmica entre països no desenvolupats no podien tenir èxit. Contra aquest pronòstic, el Mercosur va produir un canvi radical de l'estructura del comerç exterior a la regió, fent que el comerç entre els països del bloc augmentés exponencialment, especialment per a productes manufacturats. Fins al 1991, el comerç de l'Argentina amb Brasil oscil·lava en els 500 milions de dòlars anuals; un cop establert el Mercosur l'intercanvi va créixer un 1.000%, superant els 6.500 milions el 1977 i 1978. El Mercosur seria l'única regió el continent americà en què els seus membres no van signar tractats bilaterals de lliure comerç.
Durant la primera presidència de Menem, Argentina va formar part d'una gran operació de venda clandestina d'armes a Croàcia i Bòsnia, organitzada per Estats Units i l'OTAN, durant les Guerres Iugoslaves, que es va estendre unilateralment també a l'Equador durant la Guerra del Cenepa amb el Perú. El novembre de 1995, per encobrir el delicte, el govern va enviar a dinamitar la fàbrica d'armes de riu Tercero, que va arrasar amb gran part de la ciutat de riu Tercero, causant la mort de set persones i ferint a més de tres-centes. L'escàndol per venda d'armes a Equador i Croàcia va causar la renúncia del ministre de defensa Oscar Camilión.

### La guerra contra Iraq

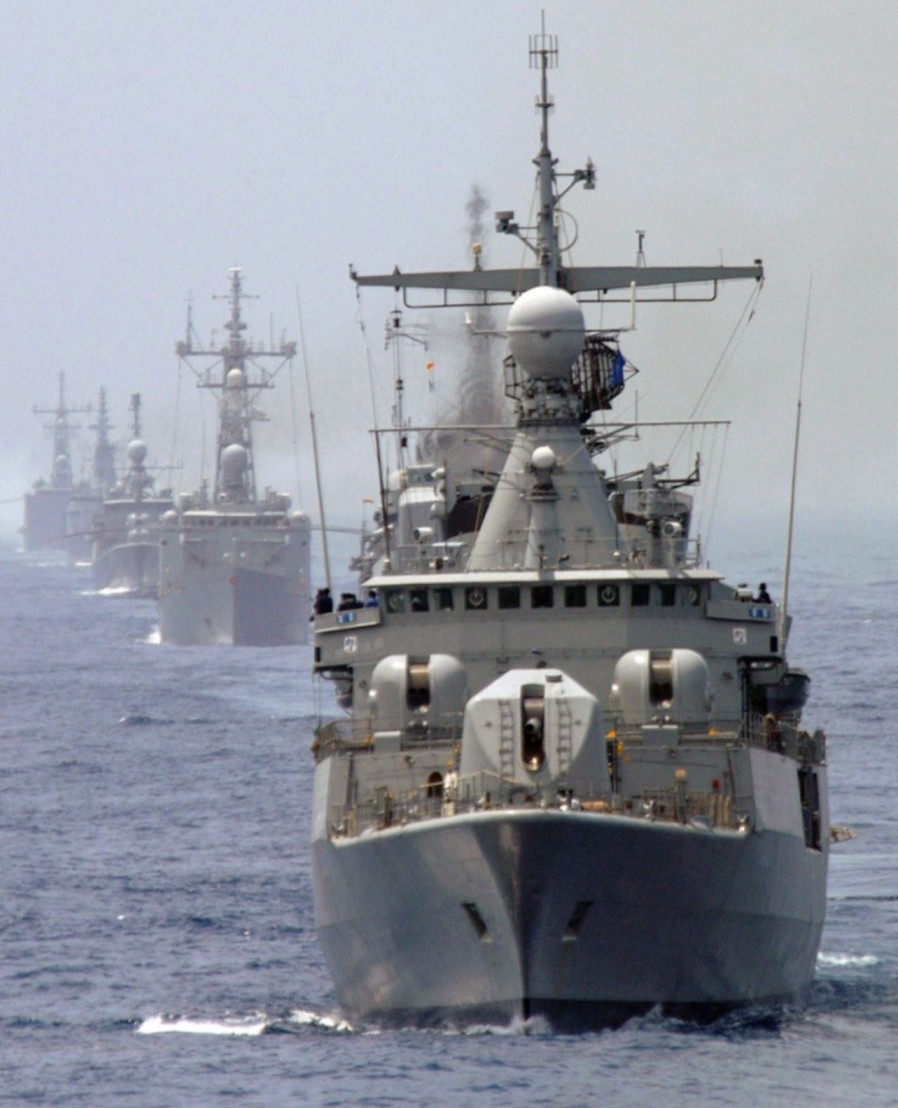
El destructor ARA Almirante Brown (D-10) va ser una de les dues naus amb les que l'Argentina va participar en la Guerra del Golf contra l'Iraq

La política de «relacions carnals» amb els Estats Units va fer que durant la presidència de Menem entrés en guerra contra l'Iraq a la Guerra del Golf (1990-1991), instrumentada a través de l'Operatiu Alfil. Va ser la primera i única vegada en la història argentina que un govern democràtic va entrar en guerra. Argentina va integrar un grup de 34 nacions que van atacar a l'Iraq, després que aquesta nació annexés Kuwait. El president Menem va enviar dues naus a la guerra, la corbeta ARA Spiro (P-43) i el destructor ARA Almirante Brown (D-10). La missió assignada a les naus argentines va ser escortar als vaixells de càrrega que lliuraven els subministraments als combatents, a través del Golf Pèrsic, que havia estat minat amb mines antivaixells.
Molts observadors han suggerit la possibilitat que els atemptats a l'ambaixada d'Israel el 1992 i a la mutual jueva AMIA, han estat conseqüència de l'involucrament bèl·lic de l'Argentina en els conflictes de l'Orient Mitjà.

### Dissidència, indults i terrorisme
L'adscripció de Menem al neoliberalisme va generar immediatament una ruptura dissident tant dins del Partit Justicialista (PJ), com en el moviment obrer, que amb el pas dels anys aniria creixent. Dins el PJ, al desembre de 1989, es van separar vuit diputats coneguts com el Grupo de los 8 (Grup dels Vuit), que van formar un bloc parlamentari independent. Entre aquests diputats es trobava Chacho Álvarez, fundador del Frente Grande, que es transformaria en un dels líders de l'oposició al menemisme.
En el moviment obrer, Saúl Ubaldini va expressar la seva oposició al menemisme i, si bé no va poder articular un front polític antimenemista, va ser part del procés que va portar a la creació del MTA (Moviment dels Treballadors Argentins), un grup dissident dins de la CGT que acabaria sent de gran importància, principalment per comptar amb els sindicats del transport. D'altra banda, un altre sector de la CGT, lligat amb el corrent socialcristià i pel diputat justicialista rebel Germán Abdala, va formar un altre corrent dissident dins del moviment obrer a partir d'un dels sindicats docents (CTERA) i un dels sindicats de treballadors públics (ATE), primer com a Congrés dels Treballadors Argentins i després separant-se formalment de la CGT amb la Central dels Treballadors Argentins (CTA).
El MTA i la CTA van qüestionar durament la política laboral de Menem, especialment l'augment de la desocupació i el treball no enregistrat, l'anomenada «flexibilització laboral» i els «contractes porqueria», la política de privatitzacions i desregulació de mercats, a conseqüència de Consens de Washington, la subjecció a les instruccions del Fons Monetari Internacional, i la postergació de les necessitats populars per pagar el deute extern.
El moviment obrer realitzaria nou vagues generals contra Menem, quatre abans d'iniciar el seu segon mandat i cinc després. A més, el 1994 es va realitzar la Marxa Federal a través de tot el país amb més de 50.000 manifestants. La vaga general de 1995 va ser també en repudi de l'assassinat del militant sindical Víctor Choque durant la repressió d'una manifestació per acomiadaments a Ushuaia, el primer assassinat causat per la policia després de la recuperació de la democràcia el 1983.
El 1991, Norma Guimil de Plá, liderant una organització de jubilats, va iniciar una manera inèdita de protesta a l'Argentina que es generalitzaria en els anys següents, tallant l'estratègica avinguda Rivadavia en el punt on es troba el Congrés Nacional, reclamant l'actualització de les jubilacions congelades per la política de Cavallo. El 16 i 17 de desembre de 1993, una pueblada a Santiago del Estero i La Banda va incendiar edificis públics i habitatges dels funcionaris, constituint-se en el primer «esclat social» causat per la política econòmica neoliberal, que pocs anys després donaria naixement al moviment piqueter.
El president Menem va continuar amb la política d'impunitat per als delictes de lesa humanitat comesos durant la dictadura que havia iniciat Alfonsín després dels aixecaments militars carapintadas. Amb aquesta finalitat, entre el 7 d'octubre de 1989 i el 30 de desembre de 1990, va dictar 10 decrets indultant a civils i militars que van cometre delictes durant la dictadura autodenominada Procés de Reorganització Nacional, incloent als membres de les juntes condemnats en el Judici a les Juntes de 1985, el processat ministre d'Economia José Alfredo Martínez de Hoz i els líders de les organitzacions guerrilleres. Mitjançant aquests decrets van ser indultades més de 1.200 persones. Les organitzacions de drets humans van criticar durament els indults, exigint la seva derogació. Finalment el 2003, les anomenades lleis d'impunitat dictades per Menem i Alfonsín serien anul·lades pel Congrés Nacional i el Poder Judicial. Tot i els indults, el 3 de desembre de 1990 es va produir un nou aixecament carapintada (el quart i últim) que va causar tretze morts i desenes de ferits.
El 1997, les Àvies de Plaça de Mayo va iniciar una causa penal sostenint que el segrest de nadons era part d'un pla sistemàtic impulsat des del més alt nivell de l'Estat durant la dictadura. Es tracta d'un dels judicis més importants referits a violacions de drets humans a l'Argentina durant la dictadura. En ella s'investiga l'apropiació de 194 nens. Aquest any, en complir dues dècades de recerca dels nets i netes desapareguts, les Àvies van llançar la campanya «¿Vós sabés qui sos?» (Tu saps qui ets?), amb la finalitat de permetre que els joves amb dubtes sobre els seus orígens poguessin apropar-se lliurement i en un ambient de contenció. El 1998, el subcomisiari Samuel «Cobani» Miara va ser condemnat a dotze anys de presó per l'apropiació il·legal dels bessons Gonzalo i Matías Reggiardo Tolosa, fills de Joan Reggiardo i María Rosa Tolosa, desapareguts el 1977. Aquest mateix any les Àvies de Plaça de Mayo van proposar incorporar a la Convenció sobre els drets de l'infant el dret a la identitat, que va ser inclòs en els arts. 7 i 8, coneguts per això com els «articles argentins».
Durant el primer govern de Menem, Argentina va patir dos importants atemptats terroristes: 
- el 18 de març de 1992, una bomba va esclatar a l'ambaixada d'Israel a Buenos Aires, matant a 22 persones i ferint a més de 200
- el 18 de juliol de 1994, una bomba va volar la mutual jueva a Buenos Aires AMIA, matant a 85 persones i ferint a més de 300.

L'atemptat contra l'ambaixada d'Israel no va ser portat a judici, mentre que l'atemptat contra l'AMIA va ser objecte d'encobriment durant el govern de Menem, raó per la qual a l'agost de 2015 es va iniciar judici oral contra el mateix president Menem i altres dotze acusats.

### El Pacte d'Olivos i eleccions de 1995
Per a finals de 1991 i malgrat estar els salaris congelats als valors de març de 1991, després de dos anys d'hiperinflació i amb la majoria de la població sota o prop del llindar de pobresa, la reducció de la inflació a taxes d'un sol dígit anual va ser rebuda amb alleujament. D'altra banda la reaparició del crèdit va permetre que la població pogués ampliar el seu poder adquisitiu mitjançant l'endeutament, donant lloc al fenomen conegut amb el nom de «vot quota», referint-se al impacte electoral d'aquesta situació. La millora de l'humor social es va reflectir en les eleccions legislatives de 1993, on el peronisme, amb un 42% dels vots, va ampliar la quantitat de diputats en un 10%, mentre que el radicalisme amb un 30% només va poder mantenir els diputats que ja tenia.
Menem va començar a pensar en la possibilitat de la seva reelecció, i per a això va negociar amb Alfonsín una sèrie de «coincidències bàsiques» que es va conèixer com a Pacte d'Olivos. Poc després es van realitzar les eleccions per triar convencionals constituents, dels quals el 44% van correspondre al Partit Justicialista, el 24% a la Unió Cívica Radical, 10% al Frente Grande, 6% al MODIN, i el 16% restant a partits provincials d'importància o nacionals d'escassa presència. Els resultats mostraven una abrupta caiguda de la UCR i l'aparició de dues forces polítiques noves: 
- el Frente Grande, fundat per peronistes dissidents del menemisme en aliança amb els partits Intransigent, Demòcrata Cristià i Partit Comunista. Va definir la seva ideologia com «progressisme».[93]
- el MODIN (Movimiento por la Dignidad y la Independencia), fundat per militars carapintadas.

El 22 d'agost de 1994 es va aprovar la reforma constitucional, cosa que resultava indispensable perquè la constitució que regia en aquell moment havia estat imposada el 1957 per la dictadura que va usurpar el poder el 1955, sense la participació del peronisme (que havia estat proscripte), ni del sector intransigent del radicalisme i altres forces polítiques que es van retirar per considerar-la il·legal. El nou text no va incloure nous drets laborals (segona generació), però va incloure els drets de tercera generació, li va donar estatus constitucional als tractats internacionals de drets humans i superior a les lleis a la resta dels mateixos, i va ampliar els drets polítics, entre ells el dret de resistència a l'opressió i normes de defensa de la democràcia. Sobre el règim de govern, va establir el vot directe i segona volta per al càrrec presidencial, va escurçar el mandat presidencial de sis a quatre anys permetent una reelecció immediata, va crear el càrrec de Prefectura de Gabinet de Ministres, va escurçar el mandat dels senadors, va incorporar un tercer senador per a la primera minoria, i va crear el Consell de la Magistratura.
La nova constitució va establir l'autonomia de la Ciutat de Buenos Aires subjecta als límits d'una llei del Congrés Nacional, que es va sumar així a la creació de la província de Terra del Foc, Antàrtida i Illes de l'Atlàntic Sud disposada pel Congrés Nacional el 1991; les dues van començar a triar el seu propi govern i tres senadors cadascuna per integrar la Cambra de Senadors.
Les eleccions presidencials de 1995 van ser guanyades novament per Carlos Menem, amb un 49,94% dels vots. En superar el 45% es va consagrar automàticament guanyador, sense necessitat de recórrer la segona volta que establia la nova constitució en cas de no superar aquest últim percentatge i tenir una diferència amb el segon menor a 10 punts. La novetat política va ser que la Unió Cívica Radical no va sortir segona, sinó tercera amb 17% dels vots. Mai havia passat des de la seva fundació el 1891. El segon va sortir la fórmula de dos peronistes dissidents, José Octavio Bordón-Carlos «Chacho» Álvarez, per l'aliança FREPASO, amb el 29% dels vots.
El peronisme va guanyar les governacions de 15 de les 22 províncies en què es van celebrar eleccions aquest any: Buenos Aires, Entre Ríos, Formosa, Jujuy, La Pampa, La Rioja, Mendoza, Misiones, Salta, San Juan, San Luis, Santa Cruz, Santa Fe, Santiago del Estero i Terra del Foc. El radicalisme guanyaria en cinc províncies: Catamarca (amb un front), Chaco, Chubut, Córdoba i Río Negro. A Neuquén va guanyar el Movimiento Popular Neuquino i a Tucumán va guanyar Força Republicana, sent triat Antonio Domingo Bussi, qui després seria condemnat per delictes de lesa humanitat comesos durant la dictadura. Corrientes havia estat intervinguda el 1992, sent normalitzada el 1993 amb el triomf del Pacto Autonomista Liberal i del Partido Nuevo el 1997, en ambdós casos partits provincials. La ciutat de Buenos Aires va triar el seu primer govern autònom el 1996, triomfant la UCR amb la candidatura de Fernando de la Rúa.

### La segona presidència de Menem
La segona presidència de Menem (1995-1999) es caracteritzaria per la continuïtat de la política neoliberal i la convertibilitat, amb el suport ple del Fons Monetari Internacional; la desindustrialització i deteriorament de les condicions de vida de la població i l'agreujament del conflicte social amb l'aparició del moviment piqueter; el creixement del deute extern un 220% entre 1989 i 2000; una confrontació política dins del PJ en què intervindrien Menem, Cavallo (que va renunciar), el governador de la província de Buenos Aires Eduardo Duhalde, i l'empresari Alfredo Yabrán definit públicament per Cavallo com «el cap de la màfia»; la formació d'una forta aliança opositora entre la Unió Cívica Radical i el FREPASO que acabaria guanyant les eleccions presidencials de 1999.
Sobre el final del període començaria la llarga recessió de la crisi 1998-2002, que portaria a «l'esclat de desembre de 2001».

### La renúncia de Cavallo
El 23 d'agost de 1995 Cavallo va denunciar a la Cambra de Diputats que hi havia una «màfia» que operava a Correu, la Duana i els aeroports, individualitzant al cap:
| «                                               | L'empresari Alfredo Yabrán lidera grups mafiosos. | » |
| — Domingo Cavallo a la Cambra de Diputats, 1995 |                                                   |   |

Alfredo Yabrán era fins aquest moment un empresari virtualment desconegut per la població, que va resultar ser un dels més poderosos del país. Propietari d'empreses com Oca, Edcadasa i Intercargo, Yabrán havia mantingut relacions estretes amb la dictadura militar i l'alfonsinisme, i ara se situava a l'entorn del president Menem. La denúncia de Cavallo contra Yabrán va ser també una envestida contra Menem. Des de l'entorn del president es va dir que Cavallo defensava els interessos de l'empresa estatunidenca Federal Express, propietat de Fred Smith.
Gairebé un any després, el 27 de juliol de 1996, el president Menem li va demanar la renúncia a Cavallo. Després que el càrrec fos rebutjat per Miguel Ángel Broda i Roberto Alemann, Menem va designar com a Ministre d'Economia a Roque Fernández, que s'exercia com a president del Banc Central.
La política econòmica no va canviar amb l'allunyament de Cavallo, però ja el 1997 les seves conseqüències negatives eren sentides per àmplies capes de la població. La desocupació massiva va persistir amb una taxa de dos dígits (fins al 2006 no tornaria a ser d'un sol dígit) i el treball no registrat no cessava d'augmentar. Un dels canvis més sensible va ser la instal·lació d'una criminalitat endèmica, desconeguda fins llavors al país, amb una taxa d'assassinats que va augmentar un 400% entre 1989 i 1996. El 1996 es va produir la pueblada de Cutral Có i Plaça Huincul, que va sacsejar al país i va donar origen al moviment piquetero, a través del qual els desocupats i pobles en desaparició, van recórrer a talls de carreteres per protestar contra les polítiques neoliberals. A l'any següent es produeix una altra pueblada piquetera a General Mosconi (Salta) (organitzada per la recentment creada Unió de Treballadors Desocupats (UTD)) i una nova pueblada a Cutral Có, on la policia va assassinar Teresa Rodríguez. La repressió dels piqueteros va donar lloc al concepte de «criminalització de la protesta social».
| Talls de carreteres (1993-1997)         | Talls de carreteres (1993-1997) | Talls de carreteres (1993-1997) |
| Any                                     | Talls                           | %                               |
| --------------------------------------- | ------------------------------- | ------------------------------- |
| 1993                                    | 1                               | 0,6                             |
| 1994                                    | 9                               | 5,8                             |
| 1995                                    | 15                              | 9,6                             |
| 1996                                    | 23                              | 14,8                            |
| 1997                                    | 108                             | 69,2                            |
| Total                                   | 156                             | 100                             |
| Font: Iñigo Carrera i Nicolás Cotarello |                                 |                                 |

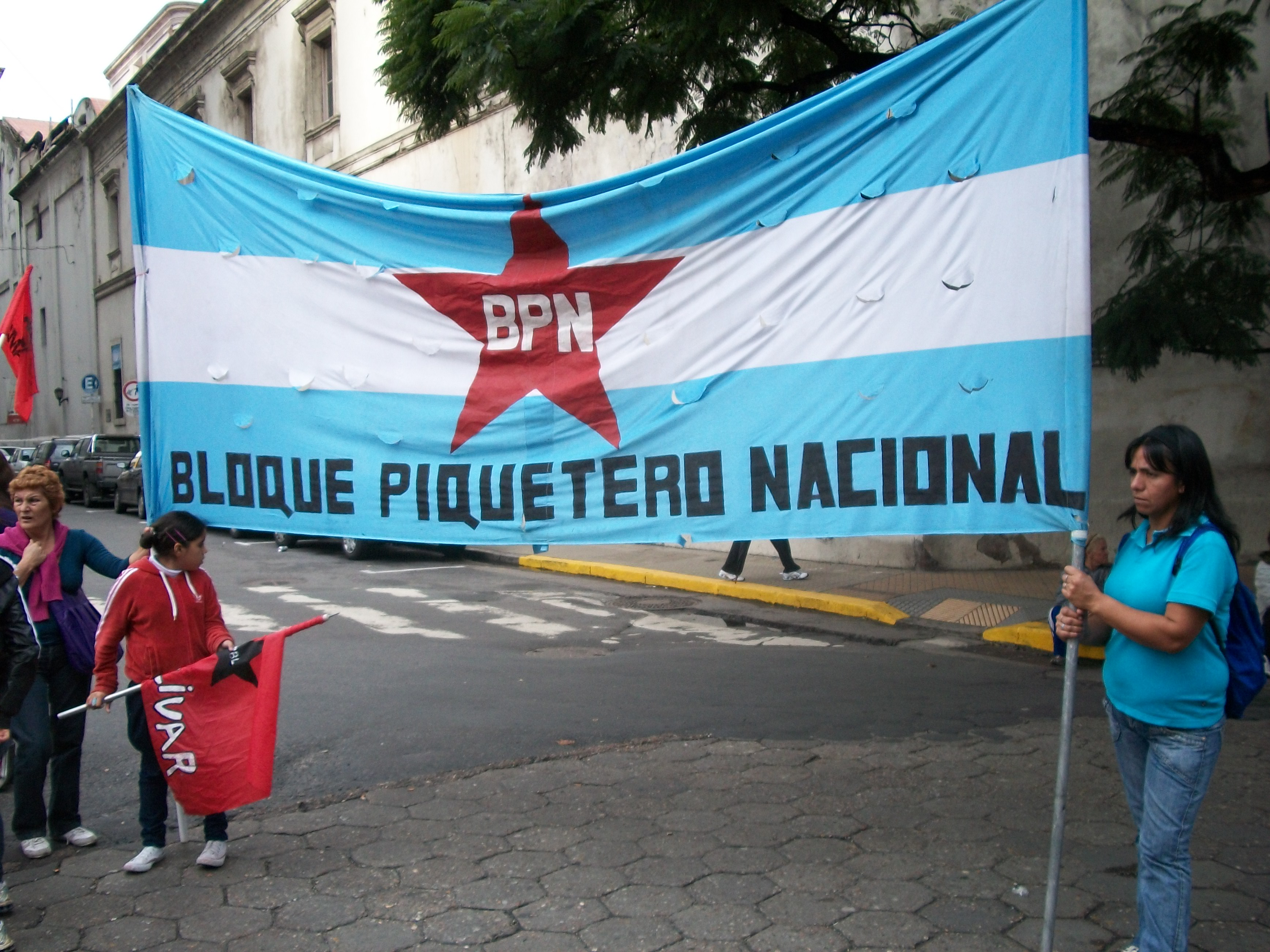
Grup piquetero

Entre les organitzacions piqueteres més importants sorgides en la dècada del 1990 es troben la Federación Tierra y Vivienda (Federació Terra i Habitatge, FTV), pertanyent a la CTA i liderada per Luís D'Elía; i Corriente Clasista y Combativa (Corrent Clasista i Combativa, CCC), vinculada al Partit Comunista Revolucionari (PCR) i liderada per Juan Carlos Alderete. En general les organitzacions de desocupats o piqueteres, van ser crítiques del disseny del Plan Trabajar (Pla Treballar), però els van acceptar per reorganitzar internament, orientant al treball social i ambiental comunitari.
A partir de l'any 2000, i a mesura que s'agreujava la crisi social, apareixerien altres organitzacions piqueteres.
Durant el seu segon mandat, el moviment obrer realitzaria 5 vagues generals contra Menem, tres d'elles el 1996, una el 1997 i l'última el 1999.
L'alta desocupació que afectava més de dos milions de persones i les puebladas piqueteres van impulsar al govern nacional i els governs provincials a crear els primers «plans socials», iniciats pel Plan Trabajar, que va arribar a tenir a l'octubre de 1997 un màxim de 206.000 plans.
El 25 de gener de 1997, va ser assassinat el periodista gràfic José Luis Cabezas. La investigació va involucrar a l'empresari Yabrán i va establir que els autors materials estaven sota les ordres del seu cap de custòdia. A l'any següent, Yabrán se suïcidaria quan estava a punt de ser detingut. El crim de Cabezas i la mort de Yabrán es van sumar a una llarga sèrie de crims i morts «dubtoses», com les del brigadier Rodolfo Echegoyen, l'empresari Poli Armentano, Lourdes Di Natale (la secretària d'Emir Yoma), l'empresari Marcelo Cattaneo, i Carlos Saúl Facundo Menem (fill del president Carlos Menem).
En aquest període, es va produir el 10 d'octubre de 1997 l'accident del vol 2553 d'Austral Línies Aèries que havia estat privatitzada per Menem i comprada per l'empresa espanyola Iberia. En l'accident van morir 74 persones. La causa directa va ser la no col·locació de l'alarma recomanada per congelació dels tubs de Pitot que mesuren la velocitat i la falta d'entrenament dels pilots davant d'aquesta eventualitat, que van induir l'error dels pilots. La justícia argentina demoraria tant la iniciació del judici contra els presumptes culpables que el 2017 encara no s'havia iniciat.
Les conseqüències del creixent malestar social es va expressar en les eleccions legislatives del 26 d'octubre de 1997 a les quals va triomfar La Alianza (UCR-FREPASO) amb un 47% dels vots, contra un 36% del Partit Justicialista, que va perdre el 10% dels seus diputats.

### Els últims dos anys
En el segon semestre del 1998 va començar una recessió que seria la més destructiva de la història argentina i que s'estendria fins al 2002, incloent l'esclat de desembre de 2001 que va causar la renúncia del president Fernando de la Rúa.

Simultàniament, el Fons Monetari Internacional va posar a l'Argentina com a model exemplar de les seves exigències econòmiques, convidant a parlar al president Menem davant l'assemblea conjunta del Fons i el Banc Mundial de 1998, en un gest sense antecedents.

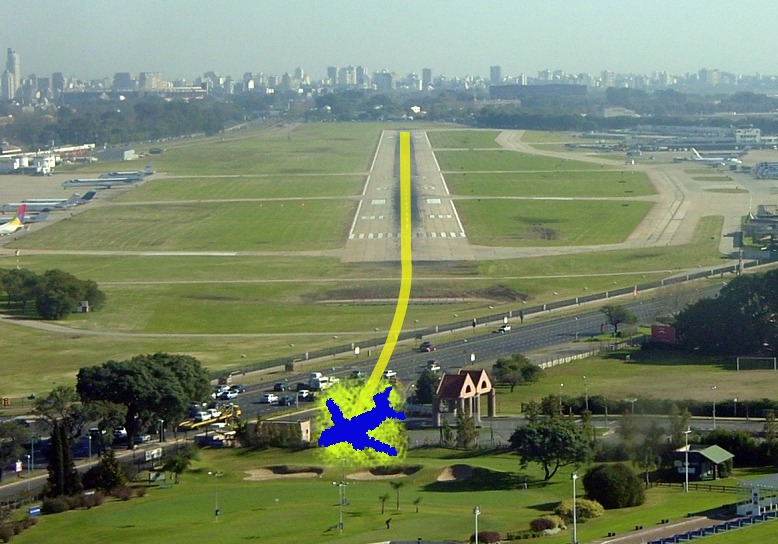
Un segon accident aeri de magnitud en dos anys es va produir quan el vol 3142 de l'aerolínia de baix cost LAPA que es va estavellar a Buenos Aires el 1999 causant 67 morts, a causa de serioses negligències.

Quan Menem va prendre el govern el 1989, l'ingrés per persona era de 2.300 dòlars i ho deixaria deu anys després a 7.700 dòlars. Després dels quatre anys de recessió i l'esclat de la convertibilitat, la renda mitjana de cada habitant tornaria a caure a 2.600 dòlars el 2002. El deute extern va passar de 65.000 milions el 1989 (85% del PIB) a 121.877 milions el 1999 (42% del PIB). Amb l'esclat de la convertibilitat el 2001, el deute passaria a ser el 130% del PIB.
En aquells dies, sense més empreses ni propietats de l'Estat per privatitzar i davant el debat públic sobre la continuïtat del règim de convertibilitat, els capitals estrangers i argentins van començar a fugir del país en quantitats creixents; mentre en el període 1991-1993 els capitals argentins a l'exterior sumaven uns 50.000 milions de dòlars, el 1998 havien pujat a 85.000 i el 1999 a 90.000 milions. Com han investigat Basualdo i Kulfas, la fugida de capitals es relaciona estretament amb el creixement del deute extern.
El 31 d'agost de 1999, va succeir un segon accident aeronàutic de magnitud, quan el vol 3142 de l'aerolínia de baix cost Líneas Aéreas Privades Argentinas (LAPA) es va estavellar en plena ciutat de Buenos Aires, causant la mort de 67 persones. L'empresa i les autoritats havien estat advertides dels greus incompliments en matèria de seguretat que l'empresa privada venia cometent, en tant que la pel·lícula Whisky Romeo Zulu (2004), realitzada per un expilot de LAPA, Enrique Piñeyro, va reconstruir els fets i va deixar un testimoni de les conseqüències negatives de la desregulació en l'aviació comercial.
De cara a les eleccions de 1999, la convertibilitat es va posar en el centre del debat. Tant el menemisme, com Cavallo i La Alianza van defensar la convertibilitat. En canvi, el candidat del Partit Justicialista Eduardo Duhalde sostenia que calia iniciar una sortida ordenada de la convertibilitat que evités un esclat.
En les eleccions presidencials de 1999, la defensa de la convertibilitat va ser decisiva per al triomf de La Alianza (UCR-FREPASO), triant com a president al radical Fernando de la Rúa, acompanyat com a vicepresident pel frepasista Carlos Alberto «Chacho» Álvarez. La Alianza va obtenir el 48% dels vots, el Partit Justicialista 38% dels vots, i en tercer lloc va sortir Cavallo amb el 10% dels vots.
El peronisme va guanyar les governacions de 13 de les 22 províncies en què es van celebrar eleccions aquest any i l'anterior; Buenos Aires, Formosa, Jujuy, La Pampa, La Rioja, Misiones, Salta, San Luis, Santa Cruz, Santa Fe, Santiago del Estero, Terra del Foc i Tucumán. El radicalisme accediria a la governació en vuit províncies: Catamarca (amb un front), Chaco, Chubut, Córdoba (l'any anterior), Entre Ríos, Mendoza, Río Negro i San Juan. A Neuquén va guanyar el Movimiento Popular Neuquino. Corrientes va ser novament intervinguda al desembre de 1999 sent normalitzada en 2001 amb el triomf de la UCR. El FREPASO accediria al govern de la Ciutat Autònoma de Buenos Aires el 2000.

## La Alianzai l'esclat (1999-2001)
La Alianza era una força heterogènia unida per tal de desplaçar al Partit Justicialista del poder. Estava integrada per la Unió Cívica Radical (UCR) (on es diferenciava el sector alfonsinista del sector més conservador liderat pel President De la Rúa) i el FREPASO, una confederació formada pels partits Frente Grande, PAIS, Socialista Popular, Socialista Democràtic, Intransigent i Demòcrata Cristià. L'heterogeneïtat de La Alianza portaria a conflictes interns que van reduir el seu suport polític i van acabar aïllant i debilitant al President.

### «Ajust», corrupció al Senat i renúncia del vicepresident
Abans de les eleccions, un dels referents econòmics de La Alianza, Ricardo López Murphy, va sostenir que si guanyava De la Rua calia reduir un 10% els salaris dels empleats públics per disminuir el dèficit fiscal i guanyar competitivitat internacional. La declaració va obligar a De la Rua a anticipar que López Murphy no seria el seu ministre d'Economia (el nomenaria inicialment a càrrec de la cartera de Defensa), però va posar de manifest les pressions provinents del Fons Monetari Internacional per fer un «ajust». «Ajust» o «ajustament estructural» és un terme tècnic que el FMI utilitza des de la dècada del 1980 per referir-se a la «condicionalitat» que l'organisme internacional exigeix als països perifèrics, un dels aspectes més criticats de l'accionar de l'FMI després de la crisi financera global del 2007-2012.
El president De la Rúa va designar com el seu primer ministre d'Economia a José Luis Machinea, un dels economistes que havia integrat l'equip de Sourrouille durant el govern d'Alfonsín. Poc després d'assumir el govern, va establir un augment d'impostos generalitzat i una reducció de les jubilacions superiors a 3.100 pesos, i cinc mesos després va disposar la rebaixa de salaris estatals que López Murphy havia anticipat l'any anterior.
El FMI havia exigit també l'aprovació d'una llei de flexibilització laboral «per baixar costos laborals» que va aconseguir ser sancionada al Congrés l'11 de maig de 2000, malgrat l'oposició sindical. Aquesta llei desencadenaria un conflicte intern d'enorme proporcions. Durant el seu tractament Hugo Moyano, secretari general de la CGT Dissident, va donar a conèixer que el ministre de Treball, Alberto Flamarique, li havia dit en una reunió davant d'altres persones que «per als senadors tinc la Banelco», al·ludint al pagament de suborns. Poc després, el 25 de juny, el periodista Joaquín Morales Solá va donar entitat a les denúncies a la seva influent columna política del diari La Nación:
| «                                          | Fins i tot, haurien existit favors personals d'envergadura als senadors peronistes (per sorpresa de alguns), després que aquests aprovaren la reforma laboral; aquestes concessions van ser conversades i lliurades per dos homes prominents del govern nacional. La porta que es va obrir és un precedent arriscat, en què l'intercanvi de favors reemplaçaria a la política. Quina línia preval? La d'aquells favors a canvi del vot per a una llei o la del vicepresident Carlos Álvarez, que ve denunciat als senadors peronistes i a la corporació senatorial per l'ús que aquesta va fer dels recursos de la Cambra? | » |
| — Joaquín Morales Solá, 25 de juny de 2000 | |   |

Els fets es van succeir vertiginosament. L'històric senador peronista Antonio Cafiero va exigir que s'investigués la denúncia de Morales Solá. El tema es va instal·lar als mitjans i a l'agost es va obrir la causa penal.
El 18 d'agost, el vicepresident Carlos Alberto «Chacho» Álvarez, afectat en la seva condició de president del Senat, va anunciar que havia obert una investigació dels fets. El 30 d'agost, el senador justicialista Emilio Cantarero va reconèixer en una entrevista a La Nación que diversos senadors van ser subornats pel President de la Nació a través del cap dels serveis d'intel·ligència, el banquer Fernando de Santibañes.
El 5 d'octubre, De la Rua va reorganitzar el seu gabinet, confirmant a Fernando de Santibañes, «ascendint» a Alberto Flamarique a secretari general de la Presidència i nomenant en el seu lloc com a Ministra de Treball a Patricia Bullrich. Els nomenaments enfortien l'anomenat Grup Sushi liderat pel fill del president Antonio de la Rúa i debilitaven al FREPASO i l'alfonsinisme. La decisió presidencial va ser presa com una provocació per part de Chacho Álvarez, que l'endemà va renunciar al seu càrrec de Vicepresident de la Nació desencadenant una ruptura interna de La Alianza de la qual no aconseguirà refer-se. Quan va explicar públicament la seva renúncia, Álvarez va declarar:
| «                                     | Respecte les determinacions del President, però no puc acompanyar-les en silenci perquè són contradictòries amb les decisions que vinc reclamant al Senat ... Estic convençut que estem en una crisi terminal a la forma de fer política, del vincle entre la política i la gent. | » |
| — Chacho Álvarez, 6 d'octubre de 2000 | |   |

### Blindatge,«risc país»i cisma deLa Alianza
El 19 de desembre de 2000, aclaparada per la dificultat per complir amb el pagament dels interessos del deute extern, Argentina va acordar amb el Fons Monetari Internacional una operació que es va anomenar «Blindatge», per mitjà de la qual el FMI i diversos bancs van acceptar posar a disposició del país 39.700 milions de dòlars a canvi que l'Argentina aprovés una nova llei de flexibilització laboral, l'augment de l'edat de la jubilació i un rigorós ajust fiscal que s'estenia a les províncies.

A partir de febrer de 2001, grans fluxos de fons van començar a abandonar el país i la situació econòmica va empitjorar causant que el 5 de març renunciés el ministre d'Economia, José Luis Machinea. Aquest any prendria un gran augment en els mitjans de comunicació l'expressió tècnica «risc país», relacionat amb el capital de risc inversor, però que a la població va arribar com un indicador de temor davant la situació de risc en què es trobava el país:
| «                 | El concepte de risc país s'ha instal·lat a la vida quotidiana amb la força d'una sensació tèrmica que marca la temperatura de l'ànim ... Com una força fosca, davant la qual racionalment no podríem fer res, el risc país és una poderosíssima troballa de terrorisme verbal. | » |
| — Vicente Muleiro | |   |

Machinea va ser reemplaçat per Ricardo López Murphy, economista de FIEL pertanyent a l'ala neoliberal del radicalisme i que pocs anys després seria un dels fundadors del PRO costat de Mauricio Macri. La designació de López Murphy va tenir un fort suport dels grups econòmics nacionals i internacionals, que van demostrar aquest suport pujant la borsa i baixant el risc país. El nou ministre d'Economia va anunciar un nou ajust integrat per trenta mesures, entre les quals es destacava una gran retallada a la inversió en educació (1.130 milions de dòlars), incloent la reducció dels salaris dels mestres, l'acomiadament de 40.000 empleats públics, una nova llei de flexibilització laboral i un augment de l'IVA.
L'anunci de les mesures va desencadenar un cisma al govern de La Alianza, provocant la renúncia de tots els funcionaris del FREPASO i dels alfonsinistes. El diari Pàgina/12 va titular «Com un cop de mall que va trencar el Govern». En renunciar al seu càrrec de Ministre de l'Interior, el alfonsinista Federico Storani, va dir a De la Rua:
| «                  | Me'n vaig. No puc signar això, A més estic segur que és inviable social i políticament. Perdràs el poc suport polític que ens queda. | » |
| — Federico Storani | |   |

Mancat de suport polític, López Murphy va haver de renunciar quatre dies després d'anunciar el seu ajust. Va ser reemplaçat per Domingo Cavallo, l'ideòleg i executor del pla econòmic del menemisme.

### El conflicte social

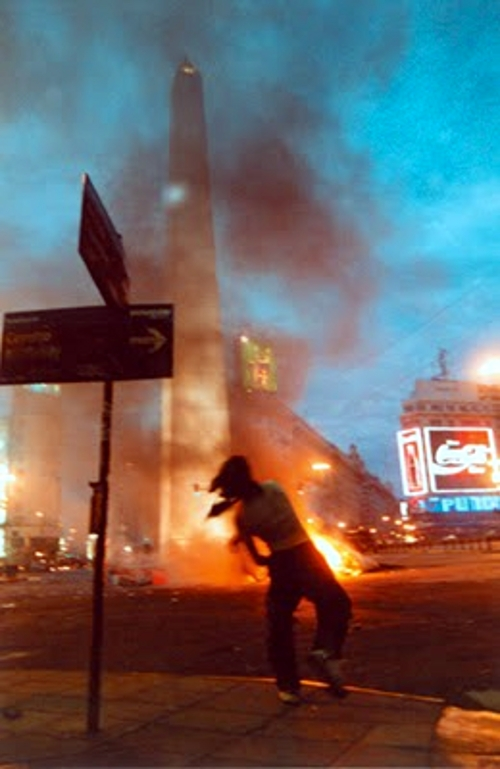
Protestes del 20 de desembre del 2001 a la ciutat de Buenos Aires

Les privatitzacions, acomiadaments d'empleats públics, tancaments de ramals ferroviaris i la convertibilitat disposades pel president Menem entre 1989 i 1994, van ser seguides de l'aparició de la desocupació massiva estructural per primera vegada en la història argentina. Complint la corba de Phillips (a menor inflació, major desocupació), la inflació va disminuir a un dígit mensual des de 1991 i la desocupació va pujar a dos dígits mensuals des de 1994, on romandria per més d'una dècada (recentment en 2006, la desocupació es reduirà a un dígit mensual).
L'efecte dominó de les successives crisis internacionals de la dècada del 1990 (Tequila, Dragon, Vodka, Samba) van ser deteriorant la qualitat de vida de la població, tancant centres de treball indispensables per a desenes de ciutats i destruint el teixit social. La criminalitat es va fer endèmica des de mitjans de la dècada del 1990, característica que Argentina va començar a compartir amb la resta d'Amèrica Llatina on les taxes d'homicidi des de la dècada del 1980 van començar a pujar fins a ser les més altes del món, duplicant la mitjana mundial. Centenars de milers de persones van emigrar cap a altres països impulsats per la desesperació. En el segon semestre del 1998 va començar la pitjor recessió econòmica de la història argentina, que s'estendria fins al 2002, causant la destrucció d'una quarta part de la riquesa del país. En aquest context, la desocupació va augmentar sense parar: 13,8% el 1999, 14,7% el 2000 i 21,5% el 2001, el més alt de la història. Simultàniament, el treball no registrat (treballadors que no fan les aportacions per a les pensions de jubilació i al sistema de salut dels seus treballadors), la privatització de la seguretat social (AFJPs) i la reducció de la cobertura social per part de l'Estat, va generar una enorme massa d'exclosos. Després d'una millora relativa en 1998, el conflicte social es va agreujar any a any en extensió territorial i violència en la repressió. Els talls i mobilitzacions de desocupats ja no només es realitzaven en localitats de «l'interior», sinó també en tot el Gran Buenos Aires i la Capital Federal. Si en els deu anys del govern de Menem va haver dos manifestants morts (Víctor Choque i Teresa Rodríguez), durant els dos anys del govern de De la Rúa el nombre es va elevar a vuit fins a desembre de 2001 (Federico Escobar, Mauro Ojeda, Orlando Justiniano, Alejandro Gómez, Aníbal Verón, Luisa Alegre, Carlos Santillán i José Barrios), als quals s'han de sumar els gairebé 40 morts en la repressió del 19 i 20 de desembre del 2001.
| Talls de carreteres (1999-2002) | Talls de carreteres (1999-2002) | Talls de carreteres (1999-2002) |
| Any | Talls                           | %                               |
| --- | ------------------------------- | ------------------------------- |
| 1999 | 252                             | 5,6                             |
| 2000 | 514                             | 11,5                            |
| 2001 | 1383                            | 30,8                            |
| 2002 | 2336                            | 52,1                            |
| Total | 4485                            | 100                             |
| Font:«Hubo más cortes de ruta» (en castellà). El Cronista, 03-07-2008.; «Cortes de rutas» (en castellà). Nueva Mayoría, 2001. Arxivat de l'original el 2016-03-04. [Consulta: 21 juny 2019]. |                                 |                                 |

### Cavallo, Megacanje, crisis i renúncia de De la Rúa
El 20 de març de 2001, va assumir Domingo Cavallo el Ministeri d'Economia amb amplis poders, qui el 1982 havia estatitzat el deute extern argentí i a la dècada del 1990 (també com a ministre), va ser l'autor del Pla de Convertibilitat i de les reformes econòmiques i socials conegudes com a neoliberals durant el govern del president Menem. Una de les primeres mesures de Cavallo va ser realitzar amb el Fons Monetari Internacional una qüestionada operació anomenada «Megacanje», que va exigir fortes restriccions a l'acció de l'Estat, sota la consigna «dèficit zero».
El 2014, la justícia va processar a deu funcionaris per haver comès delictes en l'operació del Megacanje: Domingo Cavallo, Federico Sturzenegger (exsecretari de Política Econòmica), Jorge Baldrich (exsecretari d'Hisenda), Julio Dreizzen (exsubdirector de Finançament), Horacio Liendo (exassessor del llavors ministre d'Economia Domingo Cavallo), Ernesto Marcer (exProcurador del Tresor), Carlos Molina (exdirector de l'Oficina Nacional de Crèdit Públic), Norberto López Isnardi (exdirector de Finançament Extern de l'Oficina Nacional de Crèdit Públic), Guillermo Mondino (excap de Gabinet d'Assessors del Ministeri d'Economia) i David Mulford (banquer estatunidenc que va organitzar l'operació). Els processats van apel·lar i van obtenir inicialment el sobreseïment, però finalment en les sentències successius de la Cambra Federal i la Cort Suprema (aquesta última del 29 de desembre de 2015), el processament va quedar ferm i els acusats van ser jutjats en judici oral. A l'abril de 2015, la Cambra de Cassació havia decidit també anul·lar la sentència d'absolució a Cavallo, disposant un nou judici.
El 2004, el periodista Ernesto Tenembaum va publicar un revelador llibre titulat Enemics, sobre la responsabilitat del FMI en la crisi socioeconòmica i de la fallida argentina, reproduint els seus diàlegs via correu electrònic amb Claudio Loser, funcionari del Fons que es va exercir com a cap del Departament de l'Hemisferi Occidental entre 1994 i 2002, any en què va ser acomiadat a causa de l'esclat argentí i deixar el seu càrrec a Anoop Singh. En aquests diàlegs Loser (encara defensant al FMI) reconeix que moltes de les mesures impulsades pel FMI van acabar en fets de corrupció i que es tracta d'un organisme que defensa primer de tot els interessos dels Estats Units:
| «                                                                                 | A partir de mitjans del segle passat, els estatunidencs van veure limitada la seva capacitat per enviar marines a estabilitzar altres països. Moltes vegades, vaig sentir que el FMI complia aquest paper. | » |
| — Claudio Loser, cap del Departament de l'Hemisferi Occidental del FMI, 1994-2002 | |   |

En la mateixa direcció, el Premi Nobel d'Economia Joseph Stiglitz, exvicepresident del Banc Mundial, ha criticat durament el FMI i al sistema financer internacional com a responsables de l'empobriment i l'exclusió de centenars de milions de persones. Pel que fa al seu paper a l'Argentina ha dit:
| «                 | A la dècada del 90, va ser el FMI qui va guiar a l'Argentina a aplicar les polítiques d'austeritat, amb resultats desastrosos. | » |
| — Joseph Stiglitz | |   |

Al juliol, la província de Buenos Aires va crear el «patacón», un quasimoneda provincial amb la qual es pagaven salaris i contractes de l'Estat, que va circular com a mitjà de pagament alternatiu. En els mesos següents moltes províncies i el mateix Estat nacional van crear pseudomonedes de curs legal.
Al juliol, la ministra de Treball, Patricia Bullrich, va disposar la rebaixa a partir del 1r d'agost d'un 13% de les jubilacions superiors a $ 574, afectant 533.401 persones jubilades. El 31 d'agost, Bullrich va disposar també el pagament de salaris per mitjà dels bancs per a les empreses amb menys de 50 treballadors, bancaritzant així al total dels treballadors enregistrats.
El 14 d'octubre de 2001 es van celebrar eleccions legislatives, en què La Alianza oficialista va ser derrotada àmpliament pel Partit Justicialista, amb l'agreujant que el president De la Rúa no va tenir espai polític per sostenir a cap candidat. Una de les dades centrals de l'elecció va ser l'anomenat «vot d'enuig» (vots en blanc o anul·lats intencionalment que van aconseguir el 25% del total), guanyant fins i tot a la Ciutat de Buenos Aires i a la Província de Santa Fe, traient a la llum una greu crisi de representativitat.
El 3 de desembre de 2001, a causa de la interrupció de l'aportació de fons per part del Fons Monetari Internacional, el president De la Rúa va dictar un decret sol·licitat per Cavallo imposant el que va ser conegut com «el corralito», un paquet de mesures econòmiques que va disposar la bancarització de l'economia, mitjançant la prohibició d'extreure diners en efectiu dels bancs en sumes superiors a 250 pesos o dòlars per setmana. Aquesta mesura va afectar principalment a les persones amb ingressos informals, entre ells els treballadors no registrats per les empreses que en aquell moment arribava el 44,8%, xifra que gairebé duplicava la de 1994, quan arribava a 28,4%. En el seu discurs per cadena nacional, Cavallo va denunciar un tipus especial de grups financers especulatius operant contra la moneda argentina i els va denominar amb una expressió que en els anys següents seria molt usada: «fons voltors».
El 13 de desembre, van començar a produir-se esclats entre les classes populars d'algunes ciutats de les províncies, portats endavant pels denominats piqueteros. Diversos comerços de zones empobrides de l'interior del país i del Gran Buenos Aires van patir saquejos per part de sectors de la població desocupades i indigents. El govern va atribuir aquestes revoltes a un pla desestabilitzador orquestrat per alguns líders del Partit Justicialista.
Després de sis dies de saquejos van ser assassinades set persones, per les forces de seguretat i els propis comerciants. Aquesta nit el president De la Rúa es va dirigir per televisió a la població per anunciar que havia decretat l'estat de setge. Immediatament després d'acabat l'anunci de De la Rúa, milions de persones a tot el país van començar a fer sonar cassoles des de casa i moltes van sortir al carrer donant inici al que es va conèixer com «la cassolada». Un gran grup es va concentrar davant de la Casa Rosada exigint la renúncia del president De la Rúa i començant a corejar una consigna que caracteritzaria al moviment: «¡Que se vayan todos!» (Que se'n vagin tots!). A les 3 del matí del dia 20 de desembre va renunciar el ministre Cavallo.
Durant el dia 20 de desembre va continuar la revolta del poble amb nous enfrontaments entre la policia i els manifestants reunits a la Plaça de Mayo, enfront de la Casa Rosada, i en altres punts del país. Aquesta vegada les forces de seguretat van assassinar 32 manifestants, causant més de 400 ferits.
A les 16.00h, visiblement debilitat i políticament aïllat, el president va pronunciar un discurs per televisió convocant a la «unitat nacional» i oferint al Partit Justicialista cogobernar al país. A les 19.45h, el president De la Rúa va signar la seva renúncia i minuts després va abandonar en helicòpter la Casa Rosada mentre als voltants es produïa una batalla campal.

## Cinc presidents en dotze dies
La renúncia de Fernando de la Rúa es va produir en un moment de virtual desaparició de l'Estat en el qual l'economia havia arribat a un desballestament tal que més de la meitat de la població veia directament amenaçada la seva supervivència i l'escassa classe mitjana que encara subsistia es s'havia enfonsat en la vulnerabilitat o planejava la seva emigració a un altre país. La població no reconeixia legitimitat a l'Estat ni als representants polítics. El país es trobava a la vora de la desintegració i de la guerra civil.

### Ramón Puerta, Adolfo Rodríguez Saá i Eduardo Camaño
Renunciat De la Rúa, va assumir la presidència de la Nació en forma interina el president provisional del Senat, el peronista Ramón Puerta. El dia 23 de desembre es reuneix l'Assemblea Legislativa, que nomena com a president de la Nació durant noranta dies a Adolfo Rodríguez Saá, també peronista i fins a aquest moment governador de la província de San Luis, amb el mandat de convocar eleccions i realitzar-les el dia 3 de març de 2002. En el seu discurs davant el Congrés de la Nació, el flamant president va anunciar la fallida o cessació de pagament del deute extern.
El 28 de desembre es van produir noves manifestacions sota el lema de «que se'n vagin tots!», incloent l'ingrés al Congrés Nacional i l'incendi d'alguns mobles, que van portar a la renúncia del gabinet presidencial. La manca de convocatòria a eleccions que li havia ordenat al Congrés, va restar suport polític a Rodríguez Saá que, després d'una frustrada reunió de governadors peronistes a Chapadmalal el 29 de desembre, va decidir renunciar, el que va fer verbalment per televisió el 30 de desembre a la nit des de la província de San Luis, aclarint que deixava el càrrec des d'aquest mateix moment. Minuts després també va renunciar Ramon Puerta per fax dirigit al president de la Cambra de Diputats, per sortir del país immediatament després.
Institucionalment, aquesta sèrie de renúncies van deixar al país sense autoritat, raó per la qual un grup de funcionaris va arribar a sostenir que havia d'assumir el president de la Cort Suprema Julio Nazareno, alhora que Rodríguez Saá va ser denunciat penalment per abandó del càrrec. Finalment va intervenir l'escriba general del Govern, convencent a Rodríguez Saá perquè demanés llicència fins que assumís el president interí i acordant amb el president de la Cambra de Diputats Eduardo Camaño, perquè assumís com a president interí, el que finalment va fer el dia 31 de desembre a les 6 de la tarda fins que es reunís l'Assemblea Legislativa.

### Eduardo Duhalde (2002-2003)
L'Assemblea Legislativa es va reunir a l'endemà, el 1r de gener de 2002, acceptant primer la renúncia de Rodríguez Saá i després designant com a President de la Nació al senador justicialista Eduardo Duhalde per complir el mandat de De la Rúa. Duhalde va jurar davant el Congrés aquesta mateixa nit, a les 23.30h.
Pocs dies després del seu accés al poder, el nou primer mandatari va disposar les seves primeres mesures per fer front a la crisi econòmica; abandonament del tipus canviari fix, devaluació del peso, pesificació de l'economia (inclosos dipòsits bancaris) i la distribució de plans socials per atenuar els efectes d'una economia en recessió que havia incrementat la pobresa i indigència fins índexs mai vist abans a l'Argentina.
A l'abril de 2002, el ministre d'Economia, Jorge Remes Lenicov, va dimitir davant les protestes suscitades per l'anomenat «Pla Bonex», que preparava al costat de Duhalde per bescanviar per bons de deute públic dels dipòsits bancaris a termini immobilitzats. Duhalde va designar llavors a Roberto Lavagna, que va anunciar que no es produiria el retorn a un tipus de canvi fix i que persistirien les restriccions bancàries.
La majoria de la població va caure sota el llindar de pobresa; si al maig de 2001 el 35% era pobre, un any després aquesta quantitat s'havia enfilat el 53%, equivalent a 20 milions de persones, dels quals la meitat eren indigents (no rebien prou per menjar). La situació era molt més greus per als nens i nenes, ja que entre ells la pobresa arribava al 70%. Territorialment hi havia diverses regions i ciutats amb nivells de pobresa superiors al 70%, com la província de Formosa, les ciutats de Concòrdia i Posadas i el quart cordó del Gran Buenos Aires (Florencio Varela, Moreno, Merlo, Tigre i La Matanza). La Ciutat de Buenos Aires era la que millor estava, amb un 80% per sobre del llindar pobresa. La destrucció del teixit social, l'empobriment general, el rebuig generalitzat de la població cap a tot tipus de lideratges i la pràctica desaparició de l'Estat va arribar a tal punt que la guerra civil i la desintegració nacional van ser possibilitats que es van considerar tant dins com fora de l'Argentina .
El 25 de maig, el pare Jorge Bergoglio, en aquells dies cap de l'Església Catòlica argentina, va realitzar una dramàtica crida a la població alertant que l'Argentina estava «a les portes de la dissolució nacional»:
| «                                                      | Avui, com mai, quan el perill de dissolució nacional està a les nostres portes, no podem permetre que ens arrossegui la inèrcia, que ens esterilitzin les nostres impotències o que ens acoquinem a les amenaces ... Hem viscut molt de ficcions, creient estar en els primers mons, ens va atreure «la vedella d'or» de l'estabilitat consumista i viatgera d'alguns, a costa de l'empobriment de milions. Quan fosques complicitats de dins i fora, esdevenen coartades d'actituds irresponsables que no vacil·len a portar les coses al límit sense reparar en danys: negocis sospitosos, rentats que eludeixen obligacions, compromisos sectorials i partidaris que impedeixen una acció sobirana, operatius de desinformació que confonen, desestabilitzen i pressionen cap al caos; ... Obrim els ulls a temps: una sorda guerra s'està lliurant als nostres carrers, la pitjor de totes, la dels enemics que conviuen i no es veuen entre si, ja que els seus interessos s'entrecreuen manejats per sòrdides organitzacions delinqüencials i només Déu sap què més, aprofitant el desemparament social, la decadència de l'autoritat, el buit legal i la impunitat ... Ara o mai, busquem la refundació del nostre vincle social, com tantes vegades ho reclamem amb tota la societat i, com aquest publicà penedit i feliç, donem curs a la nostra grandesa: la grandesa de donar i donar-nos. La gran exigència és la renúncia a voler tenir tota la raó; a mantenir els privilegis; a la vida i la renda fàcil, ... a seguir sent necis, nans en l'esperit. | » |
| — Homilia del pare Jorge Bergoglio, 25 de maig de 2002 | |   |

El 27 d'agost de 2002, el New York Times va publicar una notícia falsa titulada «Alguns a Argentina veuen la secessió com una resposta al perill econòmic», afirmant que existia un moviment per declarar la independència de La Patagònia, posant èmfasi en el fet que la major part de la terra patagona i dels seus recursos naturals estava en mans estrangeres, com els grups Benetton i Turner. L'operació, d'acord amb el New York Times, es completaria amb una base militar dels Estats Units a Terra del Foc i la renúncia als drets argentins a l'Antàrtida, en pagament del deute extern.
El govern va veure complerts alguns dels seus principals objectius al juny; el Senat va derogar l'anomenada Llei de Subversió Econòmica tal com exigia el FMI, es va acordar un pacte fiscal amb els governs provincials per reduir en un 60% el seu dèficit, i es va disposar un nou Plan Bonos (Pla bons). Però l'eix del programa governamental, complir les exigències del FMI per recuperar la seva ajuda econòmica, va generar tota mena d'actituds opositores i va aguditzar la conflictivitat social. Malgrat que la crisi va continuar, el govern va intentar normalitzar progressivament el sistema financer; al novembre de 2002, gairebé un any després de la seva implantació, van finalitzar les restriccions per retirar efectiu de comptes corrents (acabava així l'anomenat «corralito»), i al març de 2003 es van aixecar les limitacions per retirar els fons de dipòsits a termini fix (l'anomenat «corralón»).
El 26 de juny de 2002, es produeix la Massacre d'Avellaneda, en el qual el govern nacional va ordenar la repressió d'una manifestació de grups piqueteros resultant assassinats els joves Maximiliano Kosteki i Darío Santillán. Davant aquest fet Duhalde va anticipar sis mesos les eleccions presidencials i va anunciar que no tornaria a presentar-se.

### Eleccions presidencials de 2003
Les eleccions presidencials de 2003 van reflectir el grau de desintegració patit pel país i l'esclat dels dos partits polítics tradicionals. A les eleccions es van presentar tres candidatures peronistes (Menem, Kirchner i Rodríguez Saá), i tres més radicals (López Murphy, Carrió i Moreau). Cap d'elles aconseguiria més del 25%. Va haver d'haver realitzat una segona volta entre Menem i Kirchner, primer i segon amb 24% i 22%, respectivament. Però Menem va decidir no presentar-se a la segona volta (davant l'evidència que Kirchner obtindria un ampli triomf), raó per la qual Néstor Kirchner va ser consagrat president, acompanyat per Daniel Scioli com a vicepresident.

Es tractava d'un govern feble, sense majoria en cap de les dues càmeres, que va assumir el 25 de maig de 2003, a causa de la renúncia anticipada de Duhalde, havent de completar primer el mandat anterior que es complia el 10 de desembre. Deu dies abans de l'assumpció de Kirchner, l'influent periodista del diari La Nación, José Claudio Escribano, va escriure un editorial marcat per la desesperança i la imatge del país recollida als Estats Units:
| «                                                       | L'Argentina ha resolt donar-se govern per un any. | » |
| — José Claudio Escribano, La Nación, 15 de maig de 2003 |                                                   |   |